# 相模鉄道
相模鉄道株式会社（さがみてつどう、英: Sagami Railway Co.,Ltd.）は、神奈川県中央部を基盤に鉄道事業を行う会社である。略称は相鉄（そうてつ、SOTETSU）。本社は神奈川県横浜市西区北幸二丁目の相鉄本社ビルに所在。持株会社である相鉄ホールディングスの主要事業子会社で、相鉄グループの中核企業である。日本の大手私鉄の一つ。

## 会社概要
相鉄グループの中核企業。かつては経営の多角化を推し進める過程で、バス事業、不動産事業などを自社で行っていた。その後、経営効率化のために1990年代後半から2000年代半ばにかけて、これら鉄道以外の事業を相次いで分社化して組織のスリム化を図った。さらに2009年9月16日付で旧・相模鉄道を相鉄グループの統括だけを目的とする相鉄ホールディングスに商号を変更、鉄道事業はこれに先立ち、休眠状態だった完全子会社の株式会社大関 を2009年1月22日付で業態変更の上、相鉄準備会社株式会社に商号を変更し宅建業などの許認可を取得させた上で同年9月16日に旧・相模鉄道株式会社の鉄道事業を承継、商号を相模鉄道株式会社に変更するかたちで分社した。このために新旧の相模鉄道は厳密には別会社であるが、本項では相鉄グループ内で鉄道事業を行い、相模鉄道を名乗る会社として2009年9月までの相模鉄道（現：相鉄ホールディングス）および、以後の現行会社について述べる。
太平洋戦争後は相鉄ジョイナス（髙島屋横浜店）を中心とした横浜駅西口再開発や沿線の宅地開発・スーパーマーケットの展開など経営の多角化を進めたこと、また地盤である神奈川県を含む首都圏への人口集中により急速に成長、「準大手私鉄の雄」などと評された。その後、1990年5月31日付けで「大手私鉄」に格上げされた。大手私鉄16社の中では営業距離が最短であるとともに、社員数が最も少ない会社でもある。また、「特急」を運行していない唯一の大手私鉄であったが、2014年4月27日のダイヤ改正時より導入された。
相鉄は首都圏の大手私鉄で唯一東京都内に自社路線を持っていない。また、他社との相互直通運転も行っていなかったが、2019年11月30日に相鉄新横浜線の西谷駅 - 羽沢横浜国大駅間が開業、相鉄・JR直通線として東日本旅客鉄道（JR東日本）埼京線との直通運転が開始され、相鉄の車両が東京都や埼玉県に乗り入れるようになった。2023年3月18日には相鉄新横浜線が新横浜駅へ延伸し、東急電鉄などとの直通運転による東京・埼玉乗り入れが開始された。
労働組合の力が比較的強く、過去にストライキが計画されることの多い会社であり、賃上げ要求や分社化による社員の転籍問題を巡って2004年3月や2009年6月にストライキを実施している。2014年3月にも春闘の労使交渉にて賃上げを求めたが会社側と折合わず相模鉄道労働組合が3月20日始発から24時間ストライキを開始し、約2時間後の午前6時半頃には解除されたものの窓口や改札では早朝の利用者から不満の声があがった。なお、相鉄労働組合（私鉄総連加盟団体）の組合員には鉄道事業やバス事業以外のグループ会社の社員も含むが、電車・バスのストライキが主となる。
また、2024年11月13日にはビズリーチが手掛ける「しごとリーチ！」のYouTubeチャンネルで公開された仕事紹介動画では仕事に対する批判的なコメントが数多く見受けられ、炎上する騒ぎとなった。Business Journal編集部が相鉄の広報部に問い合わせたものの「アナウンスすることはない」と断られた。ただし、その後当該動画のコメント欄は閉鎖となった。
鉄道車両技術には保守的な傾向が強く、直角カルダン駆動など他社では廃れていった技術を用いた鉄道車両が近年まで多くみられた（詳細は後節参照）。

## 社紋・グループマーク
社紋は車輪と相模の「相」を組み合わせたものである。制定日は1959年（昭和34年）2月1日となっているが、同種の意匠は開業当初より使用されていた。
1987年（昭和62年）には創立70周年を記念してシンボルマークが制定された。相鉄グループとして一体感を持たせるため、グループ各社もシンボルマークに社名を添えたマークを使用したほか、運輸業は淡緑、建設業は緑と業種によって色調を統一していた。
2006年（平成18年）にはシンボルマークに替わる象徴としてグループマークが制定された。グループマークはアルファベットの「S」を∞（無限）を想起される形状に図案化し、グループ各社の躍動、融和を表現している。グループマークに使用する2色はグループカラー（コーポレートカラー）でもあり、「SOTETSUブルー」は知性、信頼、安心を、「SOTETSUオレンジ」は活力、きらめき、楽しさを表している。グループマークには「SOTETSUグレー」を使用した「SOTETSU」のロゴと共に「ときめきと やすらぎをつなぐ」というグループブランドメッセージが添えられている。

社紋
シンボルマーク （1987年-2006年）
グループマークとロゴ、グループブランドメッセージ（2006年-）

## 歴史
相模鉄道は、現在の東日本旅客鉄道（JR東日本）相模線である茅ケ崎駅 - 橋本駅間を開業させた鉄道会社である。一方、現在の相鉄本線にあたる横浜駅 - 海老名駅間と、相鉄厚木線（貨物線）にあたる相模国分信号所 - 厚木駅間を開業させた鉄道会社は神中鉄道（じんちゅうてつどう）である。1943年（昭和18年）に相模鉄道は神中鉄道を吸収合併するが、翌年に元の相模鉄道の路線であった茅ケ崎駅 - 橋本駅間が国有化され、元の神中鉄道であった区間が相模鉄道の路線として留まった。以下に年代を含め詳しく記述する。

### 相模鉄道と神中鉄道

#### 相模鉄道

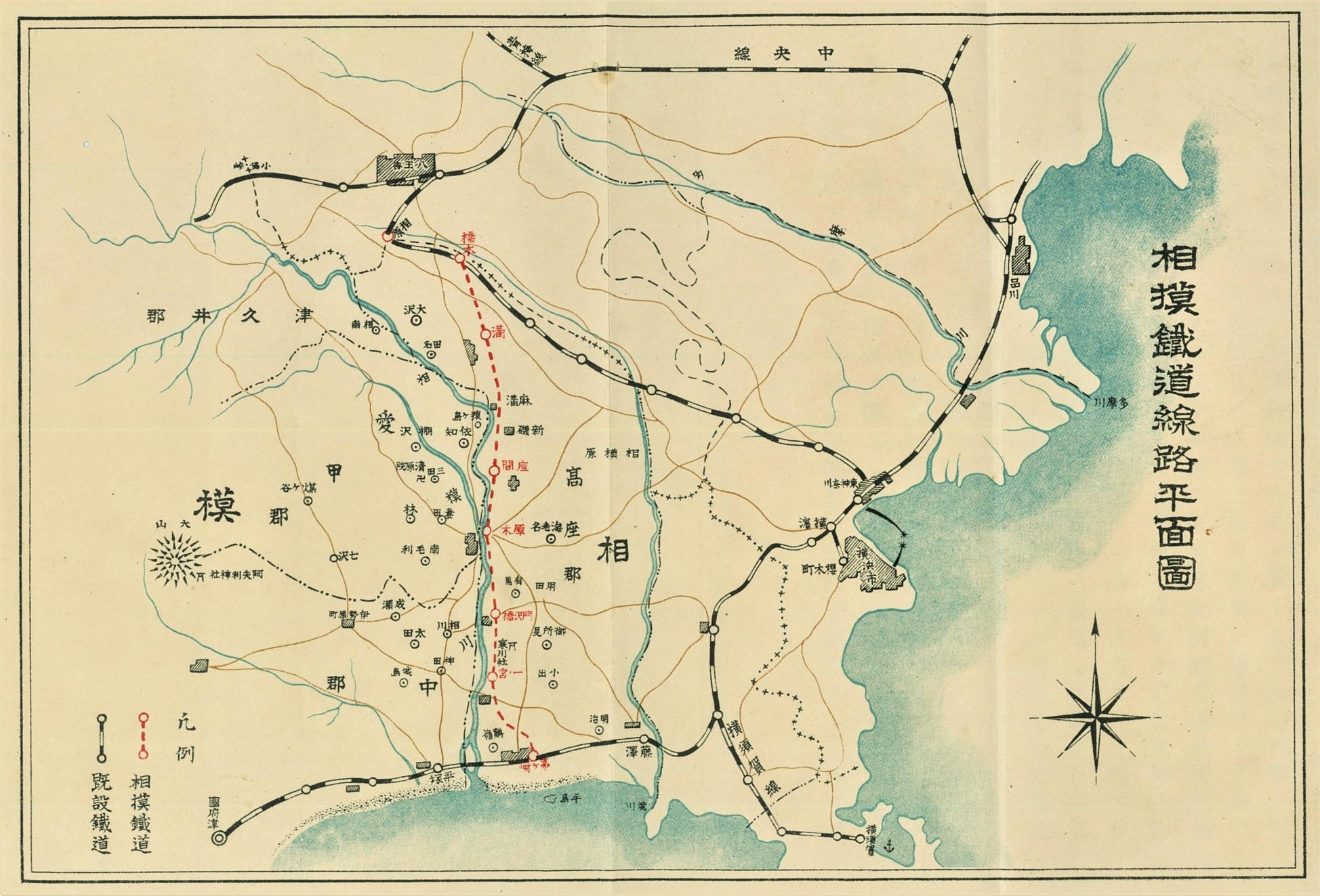
発起趣意書に掲載された計画路線図

相模鉄道は、神奈川県中央部を南北に横断し東海道線と中央線との間を結ぶ軽便鉄道として計画され、1916年（大正5年）6月26日に茅ケ崎駅 - 橋本駅の敷設免許を取得。1917年（大正6年）12月18日に創立総会を開催。翌年1月4日に当時の高座郡茅ヶ崎町（現・茅ヶ崎市）で設立された。1921年（大正10年）10月28日に茅ケ崎駅（神奈川県茅ヶ崎市） - 寒川駅（同県高座郡寒川町）間を開業し、1926年（大正15年）4月1日には倉見駅まで、7月15日には厚木駅まで開業し神中鉄道と接続。1931年（昭和6年）4月29日に橋本駅（同県相模原市）まで開業し、全通した。同年11月からは八王子駅（東京都八王子市）まで直通列車を走らせるなど意欲的であったが、業績が不振であったため沿線の西寒川に製造拠点（昭和産業一之宮工場　のちの相模海軍工廠寒川本廠）を有していた昭和産業が経営権を取得。1940年（昭和15年）12月には相模原駅 - 上溝駅 - 水郷田名間の乗合自動車事業も開始した。
相模鉄道の株主は昭和産業と東京横浜電鉄（後の東京急行電鉄。現在の東急株式会社および東急電鉄株式会社の前身の一つ）が半々の状態だったが、相模鉄道の取締役でもあった昭和産業社長の伊藤英夫の急死を機に、昭和産業が1941年（昭和16年）6月に持ち株約4万株（相模鉄道の発行済み株式の約40%）を放出し、東京横浜電鉄がこれを取得。これにより相模鉄道は東京横浜電鉄の傘下になった。

#### 神中鉄道
神中鉄道は、鎌倉郡瀬谷村（現・横浜市瀬谷区）の素封家、小島政五郎らが中心となって起業し、1917年（大正6年）12月2日に創立総会を開催、同月15日に神中軌道として設立された。翌々年の1919年（大正8年）6月10日には神中鉄道への商号変更を行っている。こちらは厚木駅から建設を始め、1926年（大正15年）5月12日に二俣川駅 - 厚木駅間を開業させた。その2か月後の7月には寒川方面から厚木駅に乗り入れた相模鉄道と接続し、旅客輸送や相模川の砂利輸送の営業を行った。
当初は神奈川県横浜市久保町1485番地 官設鉄道保土ケ谷停車場前（現：JR保土ケ谷駅）より、保土ケ谷町元町(現：保土ケ谷区保土ケ谷町3丁目付近)、都筑郡二俣川村（現：二俣川駅付近）、高座郡海老名村大字柏ヶ谷（現：かしわ台駅東口付近）を経て、海老名村字河原口2245番地先（現：相鉄厚木線厚木駅付近）に至る計画で、軌道特許を申請していた。しかし1918年（大正7年）11月24日の定時株主総会で商号を神中軌道からに神中鉄道に、軌道から軽便鉄道に変更することを決議。1923年（大正12年）11月29日の定時株主総会で終点を横浜停車場の手前の久保町（現：西横浜駅）に変更することを決議。12月11日には、起点を厚木駅に変更して二俣川村から先の区間を橘樹郡保土ケ谷町下岩間（旧：北程ヶ谷駅、現：星川駅）、平沼町（現：天王町駅付近）を経て、横浜停車場（2代目横浜駅）に至る計画として、軽便鉄道の敷設免許を申請した。しかし3か月前に発生した関東大震災で2代目横浜駅が被災したため、駅を移転して現在の位置に3代目横浜駅を設置するという内示を当局から得たため、1926年（大正15年）6月11日に終点を移転後の横浜停車場（3代目横浜駅）に変更し、1927年（昭和2年）12月28日に認可を受け、これにより全路線の経路が確定した。

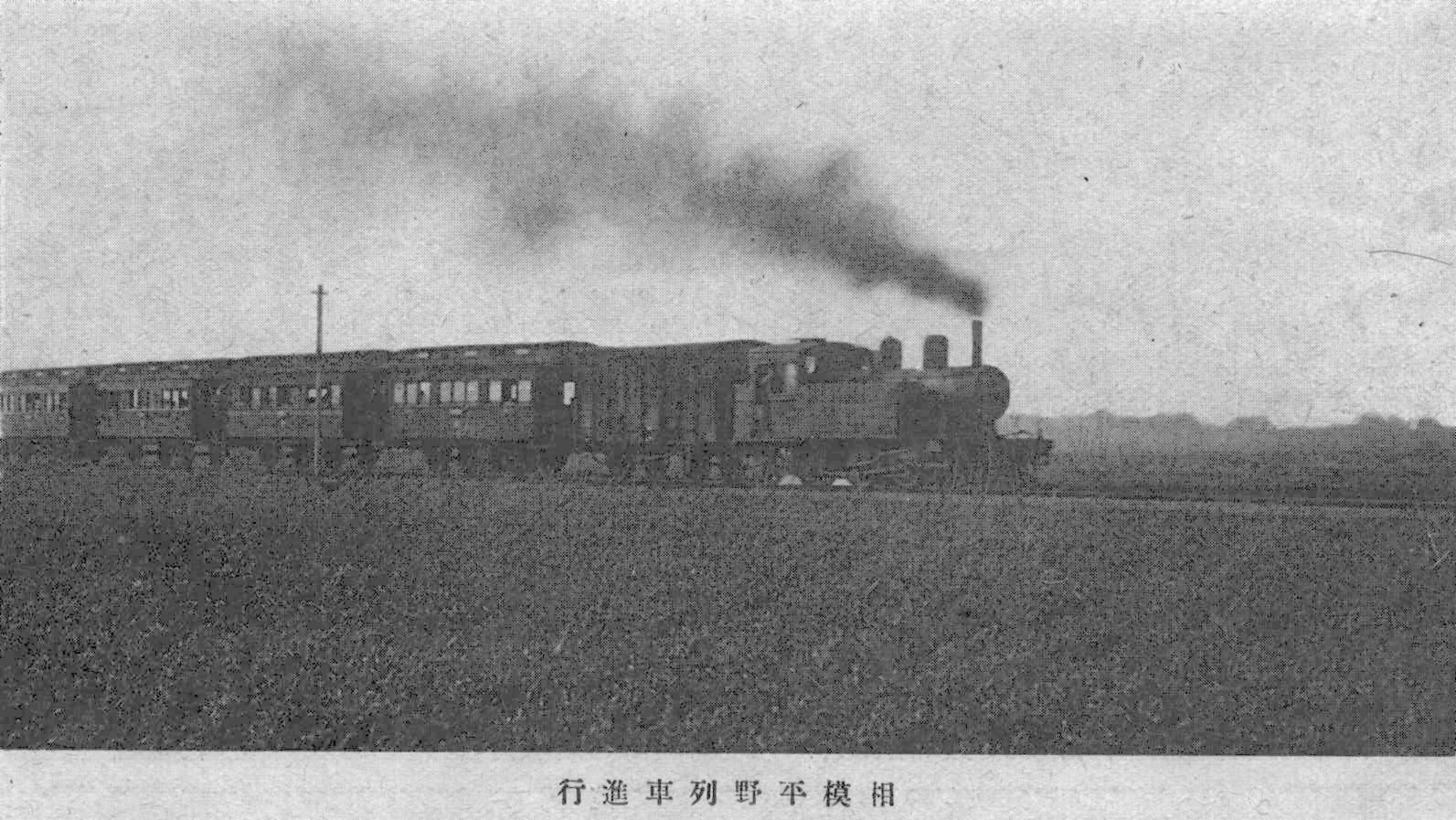
相模平野を走る神中鉄道の汽車（1927年頃）

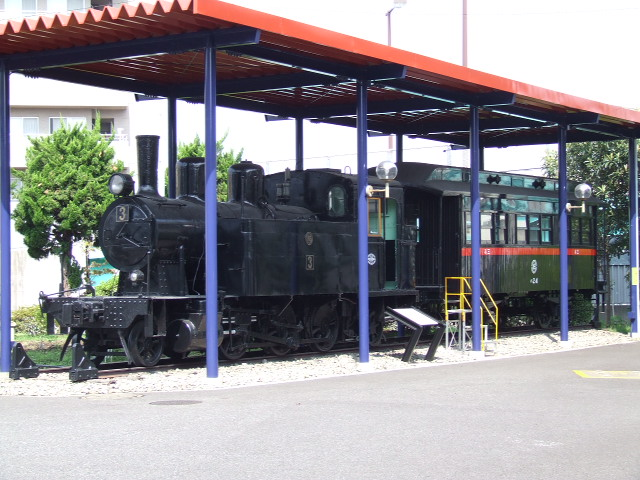
神中鉄道の機関車（3号機関車）および客車（ハ20形24号客車）

神中鉄道の開業当時は、厚木駅・相模国分駅（現：相模国分信号所）・相模大塚駅（現在のさがみ野1号踏切北側のマンションの場所にあった）・大和駅・瀬谷駅・二ツ橋駅（三ツ境2号踏切から海老名方50 m付近）・三ツ境・二俣川の各駅で営業を開始した。相鉄社内報（1977年10月）に掲載されている座談会によれば、開業当時の話として「二俣川駅には駅長と駅手4名の合計5名。厚木駅には、運輸課長代理兼務の駅長と助役2名、駅夫4名、出札掛1名、車掌2名がいた。中間駅は、駅長と出札・改札を兼ねた駅手1名の2名のみ。全線でも26名しか駅にはいなかった。」とある。また、「機関庫には、機関士と機関助手、検査掛、炭水夫がいた。」とも話している。
二俣川駅から先は細切れに延伸されたが、業績は不況下で低迷した。同年12月1日には星川駅（現・上星川駅）まで、1927年（昭和2年）には北程ヶ谷駅（現・星川駅）まで、1929年（昭和4年）には西横浜駅までと細切れに開業した。1931年（昭和6年）10月25日に西横浜駅 - 平沼橋駅間の省線の側線を借り入れて営業を開始し、1933年（昭和8年）12月27日になってやっと横浜駅に乗り入れた。全通により乗客は増加したが、業績は低迷したままで開業以来の赤字は拡大する一方であったため、1939年（昭和14年）9月に同駅で接続する東京横浜電鉄の傘下に入り、取締役社長に五島慶太が就任。再建を図ることとなった。
1941年（昭和16年）1月20日には相模国分駅から海老名駅への新線建設(0.5 km)に着手し、同年11月25日に完成した。これにより本線の一部区間が新線に切り替えられ、神中鉄道開業時から本線として使われていた相模国分駅-厚木駅間は旅客営業を廃止し貨物線厚木線となった。同時に海老名駅から、同じく五島慶太が社長を務めていた小田急の小田急小田原線相模厚木駅（現：本厚木駅）へディーゼル自動客車での片乗り入れを開始（1964年〈昭和39年〉11月5日乗り入れ中止）。これにより神中鉄道発足時からの悲願であった厚木町（現・厚木市）乗り入れを、他社線直通運転ながら達成した。しかし、小田急は1943年（昭和18年）3月31日まで同社の海老名国分駅を移転せず、海老名駅（現在より新宿方に200 m程の位置）の共同使用まで客扱いをせずにいた。

### 相模鉄道による神中鉄道の吸収合併
こうして前述の厚木で隣接していた東京急行電鉄の傘下の両社は、1943年（昭和18年）4月に経営合理化のため合併に踏み切る。相模鉄道が神中鉄道を吸収合併し、それぞれ「相模鉄道相模線」「相模鉄道神中線」となる。
しかし、1944年（昭和19年）6月に戦時体制下における東海道本線と中央本線間のバイパス路線として相模線が国有化されて運輸通信省（国有鉄道）に編入されたため、神中線部分のみが相模鉄道（以下相鉄）として存続するという憂き目にあう。こうして経営基盤とも言える相模線を失う一方で、厚木飛行場の開設などにより神中線の乗客や貨物輸送は急増した。しかしながら、脆弱な神中線の輸送力はもはや限界であり、これを克服するには相鉄の手には負えない事態となってしまった。このため、1945年（昭和20年）6月から1947年（昭和22年）5月までの間は親会社である東京急行電鉄へ鉄道事業一切を委託し、戦時下・終戦直後の混乱期を乗り切ることとなった。この当時、現在の本線は「東急厚木線」または「東急神中線」と呼ばれていた。

### 東急からの独立と買収危機
1947年（昭和22年）6月に東京急行電鉄（以下「東急」と略す）から派遣されていた川又貞次郎（元・小田原急行鉄道常務）ら役職員は、過度経済力集中排除法を背景とした経営民主化を理由に、東急が保有する相鉄の株式（発行済み株式の約70%、約8万株）を取得して東急から独立。厚木線（東急委託時代に神中線から改名）を新たな経営基盤として戦後の再スタートを切ることとなった。ただし、独立後もしばらくは、相鉄の筆頭株主は東急であった。
その後1952年（昭和27年）に、スタンダード・ヴァキューム・オイルから横浜駅西口の土地24688 m2を買収。これを開発し付加価値をつけて売り出すことで、相鉄の経営基盤を安定的なものとした。後にこの地に横浜高島屋や相鉄ジョイナス・横浜ステーションビル（横浜CIAL、現：JR横浜タワー）といった相鉄グループの商業施設、ダイヤモンド地下街（現在は相鉄ジョイナスに統合され、特別な名称はない）が建ち、かつて横浜駅の玄関口であった東口からその座を奪うとともに、同社にとって鉄道事業を超える収益源となる。不動産事業のみではなく、高度経済成長の時代であり、鉄道事業も順調に進んでいった。しかし、その前年の1951年（昭和26年）4月、東急の五島慶太が、運輸省・東京高速鉄道時代の直属の部下である相模鉄道副社長 鳥居菊造（のちの相模鉄道10代目社長）を呼びつけて相模鉄道を買収する方針を伝え、小田急電鉄を通じて買収の動きを起こした。小田急電鉄が相模鉄道の経営権の掌握までを含む工作を行い、ある取締役が所有していた株式を中心に当社の発行済み株式の3割近くを取得した。東急の狙いは、その横浜駅西口の土地であった。相鉄の経営の立ち直りが見えてきた矢先に東急が買収を仕掛けてきた行動には相模鉄道の川又社長・穴水清彦専務も憤慨し、経営陣は既存株主に対して売却しないように働きかけた。9月6日の臨時株主総会にて、株式の第三者割り当てによる敵対的買収の阻止を目的とした資本金の倍増案が僅差で可決され、買収は阻止された。なお帝国銀行（のちの三井銀行）頭取の佐藤喜一郎が「我が町の鉄道会社を守れ」と積極的に川又側の後ろ盾になり、同行を通じて防戦資金を融資した。このことから、現在も相鉄のメインバンクは三井住友銀行であり、小田急電鉄は1951年から2021年までの約70年間相模鉄道（現・相鉄ホールディングス）の筆頭株主となった。
臨時株主総会で買収計画が失敗した後も小田急電鉄は買収計画を諦めず、筆頭株主の地位を盾に相鉄の経営に口を挟みつづけたことから、相模鉄道は1951年（昭和26年）7月26日に公正取引委員会に審査を申し立てた。9月12日に「小田急電鉄による相模鉄道の株の買占めは、はなはだしく競争を制限する行為であるため、小田急が所有する相鉄の株式をただちに放出しなければならない。」という趣旨の裁定が下された。また10月には事態収拾のために国鉄総裁の長崎惣之助が仲裁に乗り出し、長崎と相模鉄道社長の川又貞次郎・小田急電鉄社長の安藤楢六の3者の間で、3カ条の覚書が交わされ、手打ちとなった。その後、小田急は徐々に株式の売却を進め、2021年（令和3年）3月12日の株式の売却により相鉄ホールディングスの筆頭株主から外れ、2022年3月時点の持株比率は4.39%（約430万株、第2位の大株主）となっている。

### その後の発展
戦中から戦後にかけて厚木飛行場への輸送が行われた関係で、路線基盤の増強が進んだ。1942年（昭和17年）6月から現在の東急東横線からの配電で横浜駅 - 西谷駅間が600 V電化されたのを皮切りに、1943年（昭和18年）8月から東急小田原線（現・小田急小田原線）からの配電で海老名駅 - 相模大塚駅間が1,500 V電化され、1944年（昭和19年）9月には二俣川駅を境に電圧が異なるものの、本線は全線電化を完了した。なお、1946年（昭和21年）12月には経営委託先の東急の費用負担により現在の京急本線からの配電に変更して全線が1,500 V化され、厚木貨物線（現・厚木線）の1949年（昭和24年）11月に電化された。全線の複線化も飛行場への対策としてすでに敷地を確保してあったため進捗が早く、1951年（昭和26年）11月から西横浜駅 - 上星川駅間の複線化を皮切りに、翌1952年（昭和27年）12月までに数度に分けて希望ヶ丘駅までが複線化された。横浜方向も当時の国鉄から西横浜駅 - 横浜駅間の貨物線部分の譲渡を受けるなどして、1957年（昭和32年）1月に複線化している。その名残りで、2022年現在でも西横浜駅 - 平沼橋駅間の下り線の架線柱はJR線との共用になっている。その後も、1960年（昭和35年）11月までには数度に分けて大和駅までが複線化され、1964年（昭和39年）11月には相模大塚駅までが複線化された。しかし、大和駅 - 相模大塚駅間は厚木飛行場の滑走路の延長線上を通過しており、1961年（昭和36年）1月には離陸に失敗した米軍機が、当時地上にあった線路を横切って架線を切断して不通となる事故が起きている。またこの付近では1959年（昭和34年）・1962年（昭和37年）にも墜落事故が起きているため、複線化と同時に線路を掘り下げ、滑走路の延長線上については防護トンネルを通過する形に変更した。1966年（昭和41年）4月には大塚本町駅（現在のさがみ野駅）まで複線化し、1967年（昭和42年）4月にはかしわ台工機所（車両基地）の完成とともにここまで複線化され、1973年（昭和48年）9月には相模国分（信号場）まで複線化。本線の全線複線化が完成したのは海老名駅の移転後となる翌1974年（昭和49年）3月となった。

### いずみ野線の建設と大手私鉄認定
新線の計画として1958年（昭和33年）1月に杉田海岸から二俣川駅を経て原町田に通じる免許を申請したが、米軍上瀬谷通信施設の電波障害問題で難航した。その後この免許を取り下げる代わりに都市交通審議会の答申に沿う形で1967年（昭和42年）2月に二俣川駅から平塚市方面への新線の免許を申請し、1970年代に入りいずみ野線として建設することになる。まず1976年（昭和51年）4月に二俣川駅 - いずみ野駅間を開通し、その後しばらくの間宅地開発に専念して沿線の住民を増加させた後、1990年（平成2年）4月にいずみ中央駅まで延伸された。この開通により日本民営鉄道協会における大手としての要件を満たしたため、同年5月31日には正式に大手民鉄としての認定を受けている。この開発には前述のように東急への対抗心があったとされ、「東急田園都市線と多摩田園都市構想」に対しての「いずみ野線と緑園都市構想」と言われている。また、この時期は車両の冷房化を促進した。
同時期、日本国有鉄道（国鉄）末期に民営化議論がまだ強く推進される前に、電化されて長編成の冷房通勤電車が走る相鉄本線に対して、非電化ローカル線として取り残されていた国鉄相模線を国有化前の経営母体である相鉄に返還譲渡するという検討がされた。だが、現職の国鉄職員を含めての引き取り条件が妥結せず、実現しなかった。その後国鉄分割民営化時にも相模線の買取が検討されたものの、当時の相模線の営業係数が400近かったため破談となった。なお、同線はそのまま1987年（昭和62年）4月1日にJR東日本へ継承され、1991年（平成3年）3月16日に電化されている。

### バブル崩壊以後・都心直通プロジェクト
バブル崩壊以後の近年は大きくなったグループ再編が目立つ。不採算事業からの撤退・売却のほか、主力業種についても相次いで分社化が進められ、相鉄バスや相鉄不動産となった。そして、2009年（平成21年）には前述のようにグループ統括事業を相鉄ホールディングスに任せ、鉄道事業を分社している。また、2000年代には東京都心方面に直通するJR・東急線乗り入れ構想を発表した。
2014年（平成26年）2月末より駅ナンバリングとして、アルファベット2文字「SO」と2桁の数字で構成される駅番号を全駅に順次導入している（詳細は後節参照）。
同年4月27日のダイヤ改正時より「特急」を日中（10 - 16時台）に導入することが発表された。特急の停車駅は本線が横浜・二俣川・大和・海老名の各駅で、いずみ野線が横浜・二俣川・いずみ野・湘南台の各駅。これと同時に日中の列車種別に限り、「急行」の取りやめや「快速」の適用系統の変更（いずみ野線系統から本線系統への切り替え）も行われ、朝・夕のラッシュ時は急行といずみ野線快速を継続するなど現行と大きな変化はないが、日中は特急と各駅停車、本線快速のパターン運転となる。また特急の導入により、所要時間は横浜 - 海老名が最短26分、横浜 - 湘南台が最短24分に短縮されるなど、速達性の向上が図られた。これは東京都心に乗り入れる計画が発表され、横浜駅発着路線の空洞化が進行する可能性があるとの懸念から、相鉄グループ全体を挙げてのプロジェクトの一環である。ただし相鉄新横浜線・JR東日本および東急・都営地下鉄・東京メトロ・埼玉高速・東武方面からの流入客の方が西谷 - 横浜間利用客の減少分以上の利用が需要予測されているため、相鉄全体では逆に利用客が増加すると見込まれている。なお、特急の導入には追い越しスペースの確保が必要なことから、瀬谷駅を上り線（横浜方面）のみ待避可能な2面3線から上下線待避可能な2面4線に整備する工事が事前に行われた。
2019年（令和元年）11月30日、鉄道・運輸機構により整備された相鉄新横浜線の西谷駅 - 羽沢横浜国大駅間が開業し、相鉄・JR直通線として営業を開始した。同日のダイヤ改正では西谷駅を特急の停車駅に追加したほか、新たに平日上り朝ラッシュ時間帯に「通勤特急」と「通勤急行」が新設された。
2023年（令和5年）3月18日、鉄道・運輸機構により整備された相鉄新横浜線の羽沢横浜国大駅 - 新横浜駅間が延伸開業。同時開業した東急新横浜線に接続し、東急電鉄・東京地下鉄（東京メトロ）・東京都交通局（都営地下鉄）・埼玉高速鉄道・東武鉄道との直通運転を開始した。また同日のダイヤ改正をもって急行の設定が無くなったほか、同年より本線・いずみ野線の正式線名を、社名を冠した「相鉄本線」「相鉄いずみ野線」に改めた。

### 大関酒造
前述の通り、現在の相模鉄道株式会社の法人格の前身は株式会社大関であり、その起源は横浜駅西口のダイヤモンド地下街の開業とともに開店した小料理屋「大関酒造」である。1964年（昭和39年）11月24日に、神奈川スケートリンクを運営する財団法人神奈川体育館（現：公益財団法人横浜市スポーツ協会）らの出資により株式会社大関酒造として設立。同年12月1日のダイヤモンド地下街の開業とともに、酒とつまみを主体とした小料理屋「大関酒造」を同所に開店した。ただ夜の営業は好調であったものの、小料理屋であるため日中の客入りはいまいちであった。そのため名古屋の名店 平野屋から製麺職人を派遣してもらい、昼食メニューとしてきしめん・味噌煮込みうどんを提供したところ人気商品になった。そこで1966年（昭和41年）10月に「大関酒造」からきしめん専門店「きしめん大関」に転換し、1972年（昭和47年）8月には株式会社大関に商号変更。ダイヤモンド地下街のほかにも横浜三越や、神奈川スケートリンクに近い反町、関内のマリナード地下街にも出店した。ところが経営母体である神奈川体育館が監督官庁から、飲食店は本来の事業目的であるスポーツ振興とは関係のない事業であるという行政指導を受けた。そのためダイヤモンド地下街を運営する相鉄グループの企業である横浜地下街株式会社（現：株式会社相鉄アーバンクリエイツ）に大関の全株式を譲渡し、1998年（平成10年）3月30日に横浜地下街の完全子会社になった。
その後相鉄グループの持ち株会社化準備に伴う事業整理により、2006年（平成18年）4月1日に「きしめん大関」を相鉄流通サービス株式会社（現：相鉄ステーションリテール株式会社）に、「甘味処おりづる」（2000年9月15日開店、2007年9月30日閉店）を株式会社イスト（現：相鉄ステーションリテール株式会社）に事業譲渡し、大関は一時的に休眠会社となった。そして2009年（平成21年）1月22日に相鉄準備会社株式会社へ、同年9月16日に相模鉄道株式会社へ商号変更し、（旧）相模鉄道（現：相鉄ホールディングス）から鉄道事業を継承した。
なお「きしめん大関」はザ・ダイヤモンド（旧：ダイヤモンド地下街）のリニューアルに伴い2014年（平成26年）1月13日に閉店。その後、相鉄沿線で「相州そば」を展開する株式会社なかや商事が継承し、同年11月29日から相鉄ジョイナス地下で「横浜なかや 大関本店」として営業している。なお、なかや商事は相鉄グループの企業ではない。

### 砂利採取販売業
鉄道業とともにもう一つの経営の柱として、長らく相模鉄道を支えていたのは川砂利の採取販売業であった。一時は旅客輸送収入を上回る収益があり、このことから「砂利鉄」と陰口を叩かれていた時期もあった。なお相模川の砂利は死に石が少なく品質が良かったため、コンクリート構造物の骨材として神奈川県内を中心に需要が高かった。そのため相模鉄道・神中鉄道・小田原急行鉄道の開業を機に、相模川筋には相模川砂利合資会社・相模鉄道・内務省明治神宮造営局が、昭和初期に入ると東京横浜電鉄株式会社（現・東急電鉄）・小田原急行鉄道（小田急砂利軌道、現・小田急電鉄）などが、戦後混乱期が終わり朝鮮戦争にともなう朝鮮特需がはじまった1950年代半ばには120社にも及ぶ砂利の採取販売業者が参入し競争がはげしくなっていく。関東大震災後の復興需要に始まり、洪水による設備の流出・世界恐慌による需要減・戦後復興による需要増・高度経済成長期による需要増・オイルショックによる需要減などを経て砂利業は続けられていたが、バブル崩壊により相鉄グループ全体で事業の見直しが行われ、2016年3月24日に砂利業を担っていた相鉄鉱業株式会社を松上産業株式会社に譲渡。これにより相模鉄道は、設立の翌年から97年間続いた砂利採取販売業から完全撤退した。

#### 神中鉄道の砂利業
神中鉄道では、1925年（大正14年）12月15日に厚木駅のそばの相模川での砂利の採取販売の認可を得て、鉄道の開業と同じ1926年（大正15年）5月12日に営業を開始。関東大震災後の復興需要により砂利の需要が拡大していたが、当時は二俣川駅から先が未開業であったたため、二俣川駅で帷子川を運行する船に砂利を乗せ換えなければならず、販路が沿線に限定されて業績は良好とはいえなかった。1928年（昭和3年）7月から9月にかけて大雨で相模川が氾濫し、砂利採取船・砂利運搬用の線路が流されたため、1929年に砂利採取業の直営を廃止した。そして1943年（昭和18年）4月に相模鉄道に吸収された。

#### 相模鉄道の砂利業
一方、相模鉄道では、1919年（大正8年）7月22日に相模川での砂利の採取販売の認可を得て、9月19日には寒川 - 川寒川間の砂利採取側線（のちの川寒川支線）の敷設認可を受けた。しかし鉄道の開業が1921年（大正10年）10月であったため、それまでの間は東海道線茅ヶ崎停車場から砂利採取場がある寒川採取場（現在の神奈川県内広域水道企業団寒川浄水場の寒川取水堰付近）まで専用線を敷設し、馬車鉄道と同様に馬が砂利を乗せたトロッコをけん引した。なお砂利は、茅ヶ崎停車場で東海道線の貨車に積み換えて出荷された。

##### 関東大震災の復興需要
1921年（大正10年）末から砂利の採取販売を相武砂利合資会社に委託していたが、1923年（大正12年）4月1日に直営化。その数か月後に関東大震災が発生し、震災の復興需要により砂利の需要が増加し増収。これに伴い、関東地方で初めて砂利採取船を導入し、手掘りから転換した。1925年（大正14年）7月には鉄道省線汐留停車場に砂利荷揚場を新設し、東京市内にも直接砂利を供給することができるようになった。これにより1926年（大正15年）度下期には創業時から続いていた無配から脱し、初の配当を実施した。しかし1929年（昭和4年）に世界恐慌が発生し、自社の砂利業と他社が採掘した砂利の貨物輸送量が激減。そのため1930年（昭和5年）6月に汐留停車場までの輸送を中止した。そこで砂利業界はカルテルによる価格・流通統制を行うため、1933年（昭和8年）1月に横浜砂利共同販売組合が設立され、相模鉄道もこれに加入。また小田原急行鉄道を利用して砂利を運んでいた昭和砂利興業株式会社を子会社化し、その販売会社の田淵砂利株式会社の株式の半数を取得して経営権を掌握。また相模砂利商会とも販売契約を結んだ。これにより相模鉄道は、相模川筋における砂利業の大半を取得した。
寒川採取場の砂利埋蔵量の減少により、1935年（昭和10年）1月には入谷採取場（海老名村上郷）、3月には倉見採取場（有馬村門沢橋）、5月には座間村座間にも採取場を開設。しかし9月の相模川の洪水で採取所も大きな被害を受けた。
また1941年（昭和16年）6月には、洪水により採取場が約4ヵ月にわたって採取不能となり、砂利の採取販売・貨物輸送収入が激減した。

##### 砂利業に専念
1943年（昭和18年）4月に神中鉄道を吸収したものの、1944年（昭和19年）6月に相模鉄道の茅ケ崎駅 - 橋本駅間と、砂利運搬用に敷設した寒川駅 - 四之宮駅間（のちの西寒川支線）が戦時買収私鉄として国有化されてしまった。しかし、寒川駅 - 四之宮駅間以外の砂利輸送用の支線や砂利採取設備は買収されずに、相模鉄道に残った。また1945年（昭和20年）6月から1947年（昭和22年）5月まで、当時親会社であった東京急行電鉄に鉄道事業を経営委託を行った。そのため経営委託中の2年間、相模鉄道は残された砂利業に専念することになり、立地条件の良い相模川筋の相武台・倉見・寒川・平塚採取所を要地として事業を行った。

##### 砂利業界の中心的存在
戦時中に関東地区の砂利の統制を行っていた東日本砂利統制株式会社が解散したため、砂利業界は戦後混乱期の自主統制機関として1946年（昭和21年）に東日本砂利株式会社が設立。社長に川又貞次郎（当時 相模鉄道社長）が就任した。しかし10月に臨時物資需給調整法が公布され、6月には国の統制機関である価格調整公団が発足。また1947年（昭和22年）7月には独占禁止法が施行されたため、同社は解散。また業界団体の日本砂利振興会・日本砂利倶楽部から改組した日本砂利協会（現・一般社団法人日本砂利協会）が、1955年（昭和30年）8月に社団法人へ改組するあたって、川又貞次郎が初代会長となった。なお川又の健康問題により翌年退任し、2代目会長として鳥居菊造（当時 相模鉄道副社長、のちの相模鉄道社長）が就任。鳥居は相模鉄道の会長職を退任するまでの14年間、日本砂利協会の会長を務めあげた。このように相模鉄道は、当時の日本の砂利業界の中心メンバーであった。

##### 砂利の採取規制と他地域への進出
戦後、在日アメリカ軍施設の整備・拡充や、朝鮮戦争による朝鮮特需により、三白景気とも言われるように砂利業は全盛期を迎えた。またこの頃の相模鉄道の砂利の生産量は、関東地区の砂利の生産量の40％近くを占めるまでになった。しかし砂利の需要急増や、乱掘による河床の大幅な低下・橋梁基礎の露出などにより、1957年（昭和32年）6月から相模川水系で砂利の採取規制が始まり、1964年（昭和39年）3月には採取が全面的に禁止された。それに先駆け、1953年（昭和28年）10月には酒匂川筋に松田採取所（神奈川県松田、1968年（昭和43年）8月閉鎖）、1954年（昭和29年）7月には鬼怒川筋（栃木県下野市川島）に採取所を開設。しかし朝鮮特需の収束に伴い、砂利需要が低迷。そこで1955年（昭和30年）11月から、砂利の生産をグループ会社の相武砂利株式会社に委託し、砂利の販売に専念した。
1958年（昭和33年）12月には栃木県下野市小金井に、1959年（昭和34年）7月には埼玉県深谷に採取所を新設。また7月には杉村砂利株式会社との共同出資で中部開発株式会社（1968年（昭和43年）10月に東海開発株式会社（古川砂利・相鉄興産を経て相立興産株式会社、2017年（平成29年）12月に相鉄グループを離脱）と合併し、解散）を設立し、1964年（昭和38年）5月に安倍川の島田採取所・鵜網採取所（静岡県島田、鵜網は1975年（昭和50年）10月閉鎖）を開設。1964年（昭和39年）3月、宮古海運株式会社との共同出資で宮古開発株式会社（1987年（昭和62年）3月に相鉄グループを離脱）を設立し、閉伊川の老木採取所（岩手県宮古）での砂利採取を計画。相模川筋での採取禁止に伴い、1963年（昭和38年）9月には相模川筋の採取所を閉鎖した。ただし相武台採取所では、乱掘を避けるための長期的採取計画を実施していたため、当面採取を継続。1966年（昭和41年）11月5日に西野砂利株式会社（1972年（昭和48年）3月解散）を設立し、翌年3月から当社は鏑川（群馬県）で砂利採取を開始し、東京内陸地区へ供給。1968年（昭和43年）4月には、天竜川下流の旧河川敷（静岡県磐田郡竜洋町）に採取所を開設。
また生コンクリート製造販売も展開し、1953年（昭和28年）4月には宮代砂利株式会社との共同出資で横浜コンクリート株式会社を設立（1976年（昭和51年）11月に相鉄グループから離脱）。昭和30年代に行われた横浜駅西口の開発では、コンクリートの納入でその能力を発揮した。同じく4月には平塚採取所構内にコンクリートブロック工場を設置し、建材として注目されていたコンクリートブロックの生産を開始し、1973年（昭和48年）まで神奈川県内を中心に販売を行った。1962年（昭和37年）6月には、横浜コンクリート株式会社と小野田レミコン株式会社の共同出資により、神奈川コンクリート工業株式会社（現・株式会社内山アドバンス横浜工場、1973年（昭和48年）1月に相鉄グループから離脱）を設立。1969年（昭和44年）6月には、横浜コンクリートと神奈川コンクリート工業との共同出資で相鉄コンクリート株式会社（現・三和石産株式会社藤沢工場、2003年（平成15年）7月に相鉄グループから離脱）を設立し、高度経済成長期の建設ラッシュによる神奈川県内の生コンクリートの需要増に対応した。

##### 完全撤退
昭和40年代に入ると各地の河川で川砂利の採取規制が強化され、以後、川砂利よりも陸砂利・山砂利が主流になっていった。また高度経済成長期には順調だった砂利業も、第一次オイルショックを境に年々販売量が減少していった。市況の回復により1981年（昭和56年）には販売量・営業収入とも過去最高となったものの、砂利業の収益は市況や経済状況に大きく影響されるため、長期的にみると事業は不安定であった。そこでバブル崩壊後に相鉄グループ全体の事業見直しが行われ、砂利業もその対象となった。2001年10月に砂利業・石油製品販売業を子会社の相鉄興産株式会社（（旧・相鉄砂利販売・相鉄興産、2012年（平成24年）7月に相鉄鉱業株式会社に商号変更）に譲渡。そして2016年（平成28年）3月24日、相鉄鉱業株式会社（現・松上鉱業株式会社）を松上産業株式会社に譲渡し、相鉄グループから離脱。これにより相模鉄道は、設立の翌年から長らく続いていた砂利業から、完全撤退した。

## 安全対策への姿勢
閉塞方式については、1949年（昭和29年）8月1日に従来のタブレット閉塞から単線自動閉塞に切り替えられている。
運行管理については、1970年（昭和45年）10月に誘導無線方式の列車無線導入。1986年（昭和61年）6月16日にはさちが丘荷物センター跡地の相鉄さちが丘ビル（現：YCVさちが丘ビル）に設置された運行管理センターにITC装置（総合列車運行管理装置）を導入し、運行管理のコンピュータ化と駅の案内表示・案内放送の自動化が行われた。また1995年4月20日には日中でも模擬訓練を行うことができるITC訓練システムを、1998年3月3日には地震自動通報装置を、2007年4月9日には早期地震通報システムを導入している。また1985年（昭和60年）12月1日には運転司令所を横浜駅構内から相鉄さちが丘ビルに移転し、2009年8月25日には運輸司令所（2005年10月に運転司令所から改称）を相模鉄道さちが丘第二ビルに移転。それに伴いITCから高度な総合運行管理システム（TTC）に更新された。
踏切については順次踏切廃止・立体交差化を進めており、本線では1972年（昭和47年）から1982年（昭和57年）までの10年間で80か所から64か所に削減し、1976年（昭和51年）までに踏切警報機・遮断機がない第4種踏切を全廃。1か所だけ残されていた踏切警報機のみの第3種踏切（大和2号踏切道）も1981年（昭和56年）4月に廃止されたため、現在はすべて踏切警報機・遮断機つきの第1種甲踏切になっている。また一部区間では地下化・高架化が行われ、それに伴い踏切が廃止されている。なお、いずみ野線・相鉄新横浜線については、高架と地下に建設されているため踏切は存在しない。
車両については、1968年（昭和43年）に瀬谷駅構内で車両同士の衝突事故が起きており、これを機に1969年（昭和44年）に自動列車制御装置（ATC） を設置している。2005年（平成17年）のJR福知山線脱線事故を機にATSの追加設置などが行われた。なお相鉄・JR直通線の開業に先立ち、2014年に全線でJR東日本と同じATS-Pに変更された。また、運転士が意識を失っても車両の暴走を止めるEB装置の設置も進んでいる。
プラットホームについては、鉄道人身障害事故などのホームからの転落事故を防ぐ目的で横浜駅のホームに柵を設置したり、万が一転落した時避難するスペースを確保したりする工事が進んでいる。また、視覚や聴覚に障害を持つ人のために全ての駅に文字と音で列車の接近を知らせる接近案内表示器を設置している。また、2013年（平成25年）10月より約1年間の期間限定であるが、首都圏3駅で実施される開発中ホームドアの現地試験の一環で、いずみ野線の弥生台駅にて「昇降バー式ホームドア」の試験導入が実施された（詳細は「弥生台駅#昇降バー式ホームドアの試験導入」を参照）。また、弥生台駅で試験されたものとは別のタイプのホームドアが横浜駅の3番線で2016年3月6日の始発から運用を開始した。その後、2016年12月に2番線、2017年2月に1番線で運用を開始し、横浜駅の全てのホームでホームドアの導入が完了した。
横浜駅以外の駅についてもホームドアの設置を進め、羽沢横浜国大駅（開業時から）・二俣川駅・大和駅・湘南台駅は2020年度末までに設置が完了し、2024年10月現在では本線横浜駅 - かしわ台駅（海老名駅を除く）の各駅といずみ野線全駅と相鉄新横浜線全駅（新横浜駅は開業時から）に設置が完了している。相鉄・JR直通線から乗り入れて来るJR東日本の車両と、相鉄・東急直通線から乗り入れて来る東急の車両（10両/8両）にも対応するホームドアを設置する予定である。なお、海老名駅ホームドア設置は駅改良工事と合わせて2026年度上期に設置する予定である。

## 路線

### 現有路線

路線図 （クリックで拡大）

相模鉄道の営業路線（相鉄線）は、以下の4路線（総延長44.4 km）があるが、一般の旅客が利用できるのは相鉄本線・相鉄いずみ野線・相鉄新横浜線の3路線のみである。厚木線以外の全営業路線が複線となっている。複々線区間は存在しない。
- 相鉄本線： 横浜駅 - 海老名駅 24.6 km
- 相鉄いずみ野線： 二俣川駅 - 湘南台駅 11.3 km
- 相鉄新横浜線： 西谷駅 - 新横浜駅 6.3 km
- 厚木線： 相模国分信号所 - 厚木操車場 2.2 km（車両回送・車両搬入のみ[注釈 25]）

新横浜線は開業時から路線名に「相鉄」を含んでいるほか、本線といずみ野線も2023年から「相鉄」を含む路線名に改められ、相鉄のウェブサイトにおける表記も同様の変更がなされている。
自社路線は全て神奈川県内にあり、他県に路線を持っていない。自社車両は2019年11月30日からJR線への直通運転で埼京線を介して東京都に乗り入れている。さらに2023年3月18日からは、東急新横浜線を介して、東急東横線・東京メトロ副都心線・東武東上線への乗り入れや東急目黒線・都営地下鉄三田線・東京メトロ南北線・埼玉高速鉄道線への乗り入れも行っており、相鉄では初めて地下鉄路線への乗り入れや自社車両の埼玉県での定期営業運転を行うことになった。なお、東京メトロ副都心線は西武有楽町線・池袋線方面にも直通しているが、相鉄は西武線との直通は行っていない。

#### 直通運転
相模鉄道はJR、私鉄、そして間接的ながら私鉄を介して地下鉄の3者に直通運転している。関東の大手私鉄においては東急電鉄（東急）と同様に、東京メトロと都営地下鉄の2つの地下鉄事業者の路線に乗り入れている。ただし、東急線を介するため、関東の大手私鉄では唯一、自社と乗り入れ先の地下鉄事業者との直接の共同使用駅が存在しない。
- 東日本旅客鉄道（JR東日本）相鉄・JR直通線・埼京線・川越線：羽沢横浜国大駅 - 大崎駅 - 大宮駅 - 川越駅間
  - 相鉄の車両は2019年11月30日の開業時点では通常時は東京都内の新宿駅までの乗り入れで[63]、2021年3月13日のダイヤ改正より池袋駅まで乗り入れるようになった[64]。川越線へは、開業前の試運転や展示のため川越車両センターまで運転されており[65][66]、開業後もダイヤ混乱時に川越駅まで乗り入れたことがある。
- 東急電鉄（東急）東急新横浜線・東横線・東京地下鉄（東京メトロ）副都心線・東武鉄道（東武）東上線：新横浜駅 - 日吉駅 - 渋谷駅 - 和光市駅 - 小川町駅間
  - 相鉄の車両は東武には乗り入れない（相鉄と東武を直通する車両は東急車のみの変則乗り入れとなる）。
- 東急電鉄（東急）東急新横浜線・目黒線・東京地下鉄（東京メトロ）南北線・埼玉高速鉄道（埼玉高速）埼玉スタジアム線：新横浜駅 - 日吉駅 - 目黒駅 - 赤羽岩淵駅 - 浦和美園駅間
  - 東京メトロ・埼玉高速の車両は相鉄には乗り入れない（東急車・相鉄車のみの乗り入れとなる。また昼間時は設定されていないため、浦和美園車両基地で相鉄車の昼間留置が存在している）。
- 東急電鉄（東急）東急新横浜線・目黒線・東京都交通局（都営地下鉄）三田線：新横浜駅 - 日吉駅 - 目黒駅 - 西高島平駅間
  - 都営地下鉄の車両は相鉄には当面乗り入れない（東急車・相鉄車のみの乗り入れとなるが、都営地下鉄6500形は相鉄直通対応準備工事を実施している。また志村車両検修場で相鉄車の昼間留置が存在している）。

### 過去の路線
過去には以下の路線を保有していた。
- 相模線： 茅ケ崎駅 - 橋本駅 33.3 km
  - 支線（通称：西寒川支線）： 寒川駅 - 西寒川駅 - 四之宮駅 1.9 km
  - 貨物支線：寒川駅 - 川寒川駅 0.9 km
- 貨物線（正式名称不明）： 西横浜駅 - 保土ケ谷駅 1.0 km

また、相鉄本線からは以下の専用線が分岐していた。
- 厚木航空隊線：相模大塚駅 - 厚木飛行場（在日米軍専用線）
- 上瀬谷通信隊線：瀬谷駅 - 上瀬谷通信施設

相模線と西寒川支線は1944年（昭和19年）6月に国有化、また同時に西寒川駅 - 四之宮駅 0.5kmが廃止された。相模線貨物支線は1931年（昭和6年）に廃止。保土ケ谷駅までの貨物線は、東海道線・横須賀線の分離に伴う1979年（昭和54年）の東海道貨物線の移転と同時に廃止された。このほか、相模大塚駅から分岐する在日米軍の専用線（厚木航空隊線）があり、1998年（平成10年）まで相模線等からの米軍厚木基地への航空燃料輸送を一部担っていたが、輸送終了後は廃止されており、線路や架線等のみがほぼそのままの状態で残っている。航空燃料は専用線による輸送終了後はタンクローリーで輸送を行っている。

### 未成線
- 相鉄いずみ野線：湘南台駅 - 平塚駅 14.5 km

以下は神中鉄道時代に失効。
- 厚木 - 伊勢原間 7.4km … 相陽鉄道から譲受、1933年12月13日免許失効[67]。
- 平塚 - 伊勢原 - 大山間 12.9km … 相陽鉄道から譲受、1933年12月13日免許失効[67]。

## 鉄道車両

### 特徴
電車に関しては、戦前から昭和の終わり頃までは直角カルダン駆動や電磁直通ブレーキなどの当時では異端の技術を採用し少数派や機器流用車も多かったが、平成以降は乗り入れ先も含めた他社との共通設計化や近代化、デザインや規格などの統一が進んでいる関東大手私鉄の象徴的な存在として知られる。
主に1950年代半ばまでの中古車時代、以後2000年代初頭までの自社開発車時代、2010年代後半までの他社の亜流車時代、2010年代後半以降の自社開発車再導入時代に分けられる。以下では主に「自社開発時代」の「電車」について記す。
なお、大手私鉄では2018年まで、鉄道友の会によるブルーリボン賞・ローレル賞を一度も受賞していなかったが、2019年のローレル賞に20000系が選ばれた。

#### 製造メーカー
蒸気機関車については初期は国外製、後に国産に切り替えられた。続く気動車の時代は日本車輌製造と汽車製造（汽車会社。川崎重工業を経て現・川崎車両）といった蒸気機関車時代の取引先との関係を続けた。
電車の自社開発が始まった1950年代以降は、新造車の発注は日立製作所へ、大規模な改造は地元の神奈川県に工場を持つ東急車輛製造へ統一するようになり、これが長く続いていた。
しかし、1990年代以降は東急車輛製造とJR東日本が連名で受注するケースが見られるようになり、これは両社の鉄道車両製造事業を継承した総合車両製作所 (J-TREC) に引き継がれた。日立への新造車発注は1999年で一度途絶えたが、2017年に落成した東急直通用車両20000系電車で18年ぶりに日立への発注を再開した。
主制御機器（モーターの制御装置）、電動機（モーター）、電動発電機 (MG) や空気圧縮機 (CP) などの艤装品は日立のほかにも東洋電機製造、三菱電機や日本エヤーブレーキ（後のナブコ。現・ナブテスコ）などのメーカーも参加している。
相鉄グループ全体でエレベーターやエスカレーターはおろか、蛍光灯などの小物類・メインフレーム（HITACシリーズ）まで全てが日立製であった時期があった。これには初の自社開発車両を日立に発注したからという逸話がある。

#### 車体外観
戦中から終戦直後の頃は経営基盤も弱く、車両は他社の中古車両が主体であり、その外観も直線基調の無骨なものばかりであった。
最初の転機は1955年（昭和30年）に初の自社開発電車、初代5000系電車の登場である。この車両は当時流行の丸みを帯びた「湘南顔」と言われる前面を持つなど、スタイリングに工夫があった。しかし、当時の日本は高度経済成長に突入し、漸次増える輸送量に対して車両には柔軟な運用が求められており、構造上連結面に貫通扉を設置が困難な5000系は編成組み換えの自由度が低く、次に登場する6000系電車ではこの点を改善し、直線基調で分割・併合のしやすい、機能を重視したデザインに変更された。これが以後20年の相鉄の標準デザインとなってゆくが、編成を組みかえることがほぼ無くなり、1980年代からは再び見た目を重視し、新7000系電車では流行のスタイルを、1990年代には8000系電車や9000系電車で丸みを帯びた左右非対称のスタイルを採用した。
車両限界はJRの在来線と同等で、他の大手私鉄の路線よりも大きめである。これは第二次世界大戦後の混乱期に運輸省（当時）から割り当てられた63形電車の導入により、この時に鉄道施設を63形の走行に基準を合わせている。このため、1970年代から幅広の車両が度々導入されている（20000系・21000系のみ、乗り入れ先の東急目黒線と都営地下鉄三田線、東京メトロ南北線などの車両限界の関係で、東急他3者が制定した「相互直通運転における東急目黒線・南北線・三田線・埼玉高速鉄道線・相鉄線との車両申し合わせ事項」に準拠した車両となったため、他の相鉄車両と比較して車体幅が狭くなっている）。

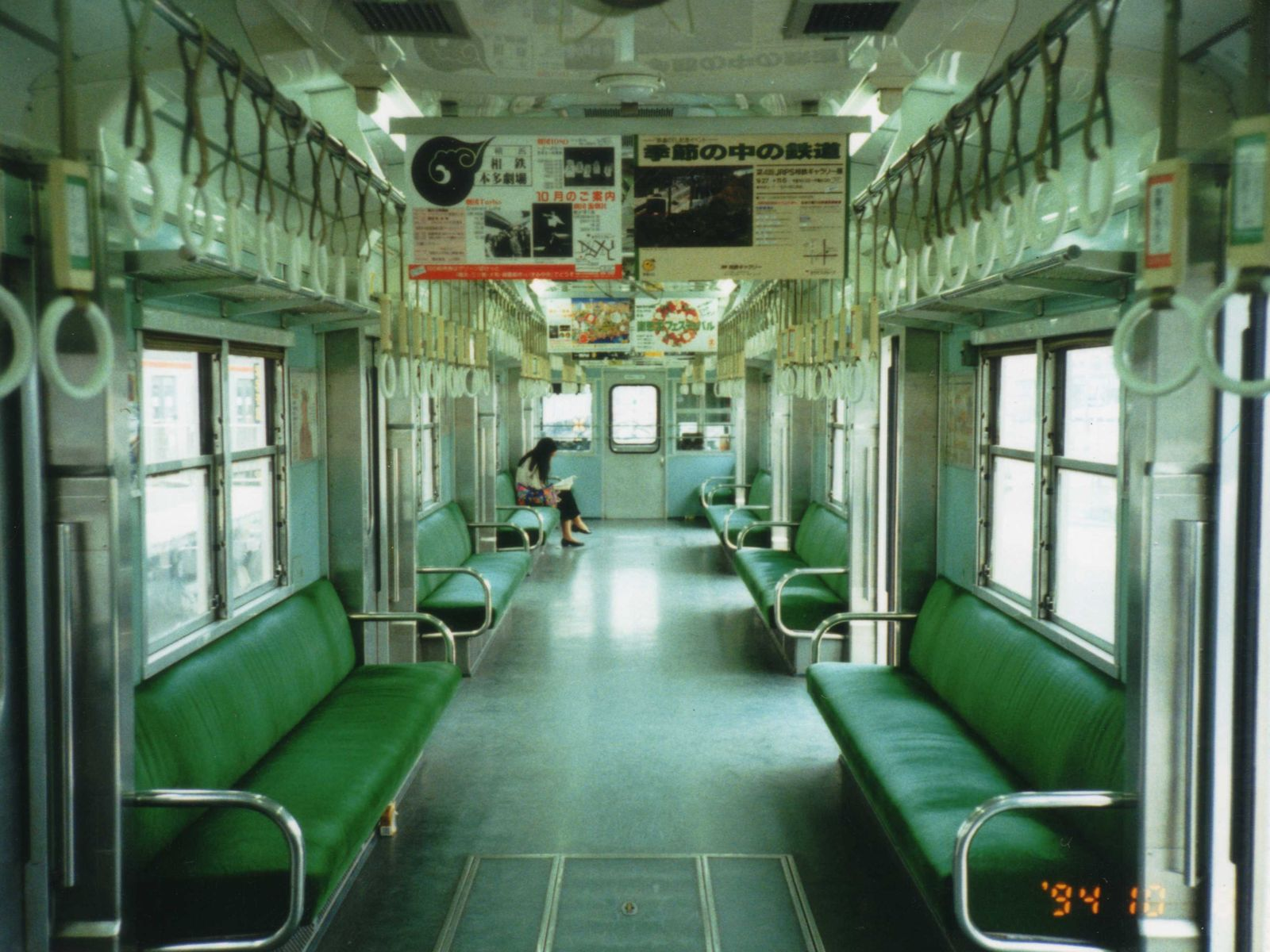
ヒートポンプ式冷暖房機搭載車の車内（6021号）

また、新7000系以前の車両には側面の行き先表示幕が無く、列車種別の表示のみである。これは路線が短く、基本的なダイヤパターンが「急行」は本線直通、「各停」は支線（いずみ野線）直通と、単純だった頃の名残である。特急が登場するなどダイヤパターンが大きく変わった2014年4月27日のダイヤ改正に合わせて幕が更新され、行き先表示幕が無い7000系と新7000系がいずみ野線直通運用に入る時は、種別の下に「いずみ野線」と表記された幕が使用されるようになった。なお、「いずみ野線」と表記された幕を使用するのは下り列車のみであり、上り列車では通常の種別のみが表記された幕を使用する。
屋根上には冷房装置や集電用のパンタグラフが設置されている。相鉄の冷房装置は基本的に大きな集中式が一つ搭載されているだけであるが、9000系のみ集約分散式が採用された。なお、相鉄は冷房化の開始時期や進捗が早く、1987年（昭和62年）には、戦後の新規開業路線を除いた関東地方の私鉄で初めて冷房化率100%を達成している。一部の車両についてはヒートポンプを用いたものを試行し、のちにこれを採用した車両もある。パンタグラフについて、1975年までの新車は旧型国電車両等に使われていたPS-13形を搭載していた。通常ではパイプ製であるが、この旧式のPS-13形パンタグラフは鉄板製だった。また、相鉄ではパンタグラフを車両形式ごとに固定しておらず、全形式で使い回されていたため、最新鋭車両に旧式のPS-13形が搭載されたり、1編成の中に3種類のパンタグラフが混在したりしていることもあったが、新型のシングルアーム式パンタグラフの導入も比較的早く、1994年には実車試験も行われた。2000年代には採用車両が製造され、その後も増え続けている。

##### 車体の配色

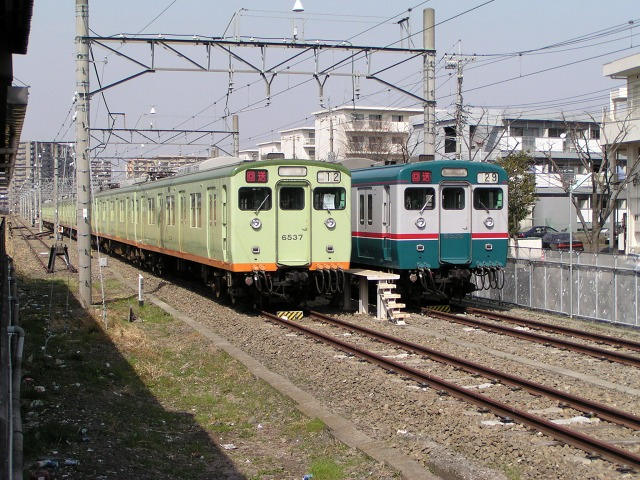
新6000系、右は旧標準色復活編成（2004年3月16日、厚木操車場に留置された様子）

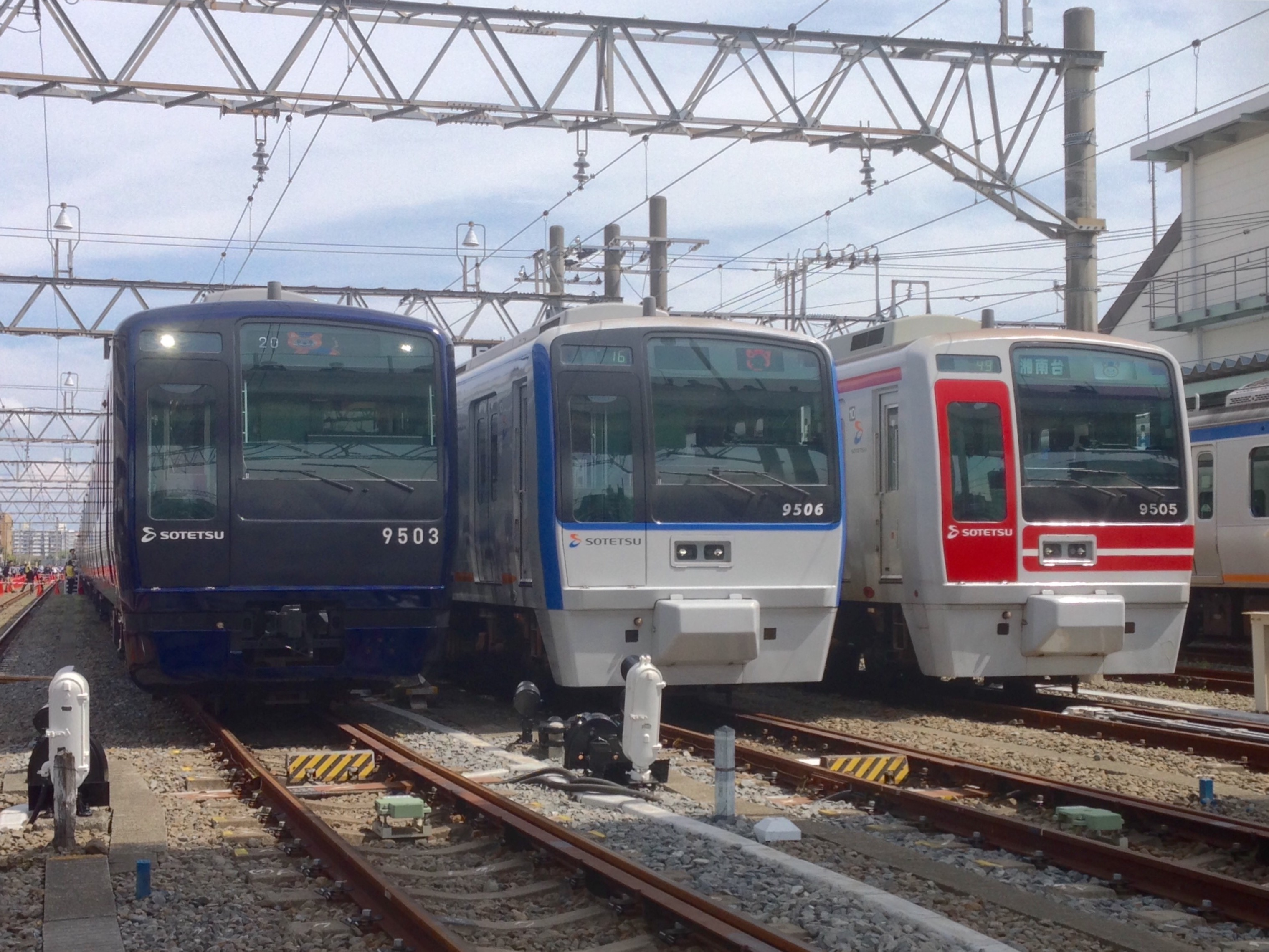
9000系のリニューアル車、グループカラー新塗装車、旧塗装車が並んだ様子（2016年4月9日、相模大塚駅構内の撮影会イベントにて）

1970年以降の車体の配色については、形式ごとに異なるのが特徴であった（2100系と5100系、6000系と3010系はそれぞれ同様の配色）。5000系以前の電車は青緑とベージュのツートーン（それ以前は茶色）だったが、1960年代以降の車両は紺色・灰色・赤・白を配色し、複雑なデザインとなった。その後、1970年代以降に導入された軽量性に優れるアルミニウム合金を素材とした車両（6000系モハ6021にて試作車として製造され、2100系にて編成単位で初導入、さらに5000系もアルミ車体に載せ替えられた）は、アルミ地の銀色にアクセントとして赤に近いオレンジ色（朱色）を配し、今までの車両とは全く印象の異なるカラーリングで登場。普通鋼製の車両（3010系・6000系）も、1970年代に淡い緑（黄緑）を基調とし、濃い緑（上部）とオレンジ色（下部）の帯を配した明るい配色に塗り替えられている。1990年代に入ると赤色の帯を配した8000系や9000系が登場。さらに2002年に登場した10000系では、再び青緑（ピーコックグリーン）と黄色（サフランイエロー）にするなど、ここ30年ほどの間、緑色系統と銀色にオレンジ色系統、または赤色系統の3種が混在している状態が続いていた。しかし、JRと東急への直通運転が決まったことで2006年7月にCIを導入し、2007年3月には車体の配色をCIで制定されたグループカラーへ統一することが発表された。新しい配色は、青と黄色みの強いオレンジ色の帯を用いており、車体には新グループマークも付加されている。この配色を標準カラーとする方針で、車体塗装の変更が順次実施されることとなった。当初の発表では、新塗装への変更は2010年度末に完了する予定としていたが延期となり、最終的には2014年度中の完了に向け塗装の変更が進められていた。
ところが、この塗装への全車両の塗り替えは完了せず、2015年11月には相鉄グループの100周年と都心相互直通運転に向けて「デザインブランドアッププロジェクト」が本格始動し（プロジェクト自体は準備などを含めて2013年より開始）、くまモンの生みの親であるクリエイティブ・ディレクターの水野学および空間プロデューサーの洪恒夫監修の下、車体塗装の配色を再度変更して、横浜の海をイメージした「YOKOHAMA NAVYBLUE（ヨコハマネイビーブルー）」に統一することが発表された。まずは2016年4月にこの配色に変更した9000系リニューアル車が登場（他の形式も7000系などを除きリニューアルを実施し、相鉄新横浜線が全線開業する2023年3月までに全車両のうち8割程度を「YOKOHAMA NAVYBLUE」で統一する予定）。さらに、相鉄・JR直通用車両となる12000系および東急線・都営地下鉄三田線・東京メトロ有楽町線/副都心線および同南北線・埼玉高速鉄道埼玉スタジアム線直通用車両となる20000系・21000系については落成時より「YOKOHAMA NAVYBLUE」を採用している。同プロジェクトでは車体の配色以外にも内装・設備や駅舎、駅隣接の商業施設、制服などもリニューアルし、デザインコンセプトの統一を図る計画となっている。

#### 車内設備

ゴールドそうにゃんつり革と、交換後の三角形のつり革

他社に比べて特異な車内設備が多い。以下はそれらの中の代表的な例である。
- 油圧式パワーウィンドウ（車内の表示は「自動窓」） - ただし10000系以降の一般型車両には設置されていない。
- 4つドアの通勤型電車にセミクロスシート（ボックスシートとロングシートの2種類を設置するもの）[注釈 32] - 7000系の7755×10、8000系、9000系のみ。
- 車内に備え付けられた鏡 - ただし10000系、11000系は設置されていない。
- つり革の数が多い。
  - 他社車両よりも狭い間隔で設置されている。ただし、後年横方向に設置されたつり革は間隔を広げた。また、持ち手は丸型・白色だったが、10000系で三角形のつり革が導入されたことを機に、後年新7000系以降の全車両で持ち手を三角形・灰色のものに交換した。後述のマスコットキャラクター「そうにゃん」型のつり革が1車両に2本採用されている。通常の車両のそうにゃん型つり革はオレンジ色だが、「そうにゃんトレイン」においては5代目そうにゃんトレイン以降では金色のゴールドそうにゃんつり革が採用されている[82]。
- 乗客が自由に作動させることができる位置にある扇風機のスイッチ。- 7000系の7713×8（廃車時点）以前の車両形式、編成のみ。搭載している営業用の車両は全て運用を終了している。
  - 扇風機は天井だけでなく、乗務員室後ろの扉上部にも設置されている。扇風機のスイッチは、他社では国鉄の気動車等に多く見られたが、それ以外の旅客車両では乗務員室に設置されており、車掌が一括で操作することが多い。

このうち、パワーウィンドウは関西の私鉄などに、セミクロスシートは東京近郊の路線の4ドア化を進めていたJR東日本などに影響を与えた。
また、自社車両においてクロスシートを装備する車両は前述のセミクロスシートのみであり、関東大手私鉄では唯一運賃の他に特別料金が必要な列車（臨時を含む）の運行歴がない。

#### 走行設備
気動車時代の1930年代にはディーゼルエンジンが生み出す回転力を発電機に入力し、出力された電気を用いてモーターを回す、いわゆる電気式気動車を日本で初めて導入するなど画期的な面もあった（「日本の電気式気動車#相模鉄道キハ1000形」を参照）。自社開発電車の技術は他社に比べて新技術の採用に乏しく、非常に保守的であった。
初の自社開発電車である5000系は「直角カルダン駆動」や「電磁直通ブレーキ」など当時の最新技術を盛り込んだ意欲作であった。しかし、技術が進歩するなか、他社では廃れた後もこれらの技術に固執し、近年まで採用を続けていた。以下はそれらの中の代表的な例である。
- 直角カルダン駆動 （他社では平行カルダン駆動に移行）
- 車輪外側に設置したディスクブレーキ（一般的なディスクブレーキは車輪内側に設置されるが、狭軌かつ直角カルダン駆動だと設置場所が無いため、外側へ設置している。他にブレーキではモーターを発電機として利用し減速する発電ブレーキを嫌い、摩擦ブレーキだけでの減速に拘っていた時期もあった）
- 日立式電磁直通ブレーキ （これは指令伝達方式が非常に珍しく、日立が開発した独自規格。正式名称は「電磁直通弁式電磁直通空気ブレーキ」、運転操作も自動空気ブレーキと同じで独特である）
- モーターの制御方式は抵抗制御

このうち後者2つは1990年代前半までに解消されたものの、前者2つは2001年まで固執し続けていた。なお、モーターの制御方式は国鉄やほかの大手私鉄では一般的であったチョッパ制御を経ずに、可変電圧可変周波数制御（VVVFインバータ制御）へと移行した。VVVF車の導入と普及自体は日本でも早い方であり、1980年代の中頃から末にかけて改造で3000系と5000系、新造で新7000系が相次いでVVVFインバータ制御で登場している。7000系が引退したことにより、旅客用電車はすべてVVVFインバータ制御で統一された。

#### 車両の標準化
このように特殊な設備が多かった相鉄の車両であるが、2002年（平成14年）に導入された10000系電車は、思想を180度方針転換したものとなった。この車両は大手私鉄では一般的な「車両はオーダーメイド」という慣習には沿わず、他の鉄道事業者が既に運行している車両を基に設計したもの、つまりレディ・メイドのものを細かい部分のみ、自社向けにアレンジして導入したものである。これは最新技術を低コストで導入する方法としては一般的な方法だが、自社開発を基本とする当時の大手私鉄はもとより、日本ではあまり例のないことであった。
この相鉄の動きを契機に「通勤・近郊電車の標準仕様ガイドライン」が制定され、日本の他の鉄道事業者にも影響を与えた。

#### 再び独自仕様へ
一時期は他社車両をベースとした車両のみを導入していた相鉄だが、2018年（平成30年）より導入の20000系電車では、「デザインブランドアッププロジェクト」のコンセプトを反映することと、東急目黒線に乗り入れする各者によって制定された直通車両規格である「相互直通運転における目黒線・南北線・三田線・埼玉高速鉄道線との直通車両申し合わせ事項」に準拠させる目的から、再び一部に独自の仕様を取り入れることとなった。これまでの通勤車両では見られない斬新なデザインを取り入れ、かつての相鉄車両で特徴的な車内の鏡も復活する。

#### 地方私鉄への譲渡
自社で車両を新造するようになってからは、上記の技術的特徴や、大手私鉄で最も大きい車両限界等を理由に、地方の私鉄や日本国外への車両払い下げ自体が敬遠されている。1970年代に伊豆箱根鉄道へ旧型車2000系の車体を転出（150形、事業用として1両が残存→「伊豆箱根鉄道モハ151形電車」を参照）した以降は、転出や譲渡の例がない。
過去には、地方私鉄で使いやすい車両が揃っていて、比較的コンスタントに譲渡車があった。旧相模鉄道・神中鉄道時代の車両も含めると、電車から気動車、客車、果てはSLや貨車に至るまで100両ほどあり、譲渡先からの再転出分も含めるとほぼ日本全国で足跡を残している。

### 編成表記
相模鉄道の車両の編成は、「横浜方先頭車の番号×両数」で表記される。また、この「両数」は「一度に連結されている車両の数」を指すため、異系列の混結がされていても「横浜方先頭車の系列の一部」として扱われる。
- 例：
  - 700系の編成表記：701×4, 703×9等
  - 10000系の第6編成の編成表記：10706×8
  - 12000系の第1編成の編成表記：12101×10

### 車両番号の付け方
10000系までの電車では車両番号には車両の役割に応じたものを付けるようにしており、百の位の数字で区別できるようになっている。例外もあり詳しくは各系列の記事に譲るものの、以下に主な例を示す。
- 000番台…横浜側に組成される制御電動車（例：6000系の6021、5000系の5053）
- 100・200・300番台…中間電動車（例：8000系の8119、8000系の8219、10000系の10301）
- 500番台…海老名・湘南台側に組成される制御車（例：9000系の9502）
- 600番台…中間付随車（例：9000系の9604）
- 700番台…横浜側に組成される制御車（例：9000系の9702）

ただし、11000系電車以降の形式はこれらの法則に当てはまらない。また、11000系電車と20000系電車以降の形式の間でも車両番号の付け方の法則が異なる。
また、事業用車のモヤ700系もこの番号の付け方の法則は成り立たない。

### 現有車両
事業用の車両を含め、現在在籍するすべての系列は電車である。各系列の在籍期間、車両数、運用などについては、それぞれの記事を参照されたい。前述のように、現在車両の塗装変更が進んでいる。
乗客の増加とともに、1編成当たりの車両数を徐々に増やし、準大手私鉄時代末期には8両編成以上の列車編成となり、大手私鉄昇格時には既に編成単独（ここで言う「単独」とは他の編成と連結して長編成としていない貫通編成という意味で称したものである）での6両編成を所有していなかった。また、1980年代前半からは10両編成を中心に製造してきたが、近年は利用者の減少などで2002年の10000系以来中断していた。しかし、JR直通を意識して2009年に登場した11000系では、再び10両編成車の製造が行われている。なお、20000系の量産車では東急目黒線（および都営地下鉄三田線・東京メトロ南北線・埼玉高速鉄道線）に直通対応の8両編成と東急東横線（および東京メトロ副都心線・東武東上本線）直通対応の10両編成を製造する計画であったが、2021年度の事業計画では変更され、前者の8両編成は別形式の21000系として製造することとなった（後者の10両編成は変更なし）。
なお、2020年11月に新7000系電車が引退したため、日本の大手私鉄では初めて営業用車両が全て平成以降に設計・製造された車両に統一された。京王と東京メトロに次ぐ交流モーター車のステンレス、あるいはアルミ製車両への統一でもある。
かつては相模川の砂利やセメント輸送、在日米軍基地の貨物輸送を行っていた関係で、貨車や電気機関車も在籍していた。ただし、多くの貨車は私有貨車であったために、相模鉄道として所有するものは少ない。また、前述のように近年の車両は走行設備が特殊な車両が多く、地方私鉄への譲渡車両は30年以上全く出ていない状況が続いている。

#### 一般型車両
- 20000系・21000系 - 相鉄・東急直通線対応車両。日立製作所による『A-train』[69]およびYOKOHAMA NAVYBLUE塗装を採用。2021年度より導入されている目黒線直通用の21000系[85][87]では、東急線に加えて三田線・南北線・埼玉高速鉄道線への直通対応工事が実施されている（副都心線は準備工事のみ）。
- 12000系 - 相鉄・JR直通線対応車両[88][89]。総合車両製作所による『sustina』[90]およびYOKOHAMA NAVYBLUE塗装を採用し、上記の20000系を踏襲したデザインとなっている[91][92]。また、11000系と同じくJR東日本E233系と合わせた仕様となっている。
- 11000系 - JR東日本E233系をベースにした車両。
- 10000系 - JR東日本E231系をベースにした車両。
- 9000系
- 8000系

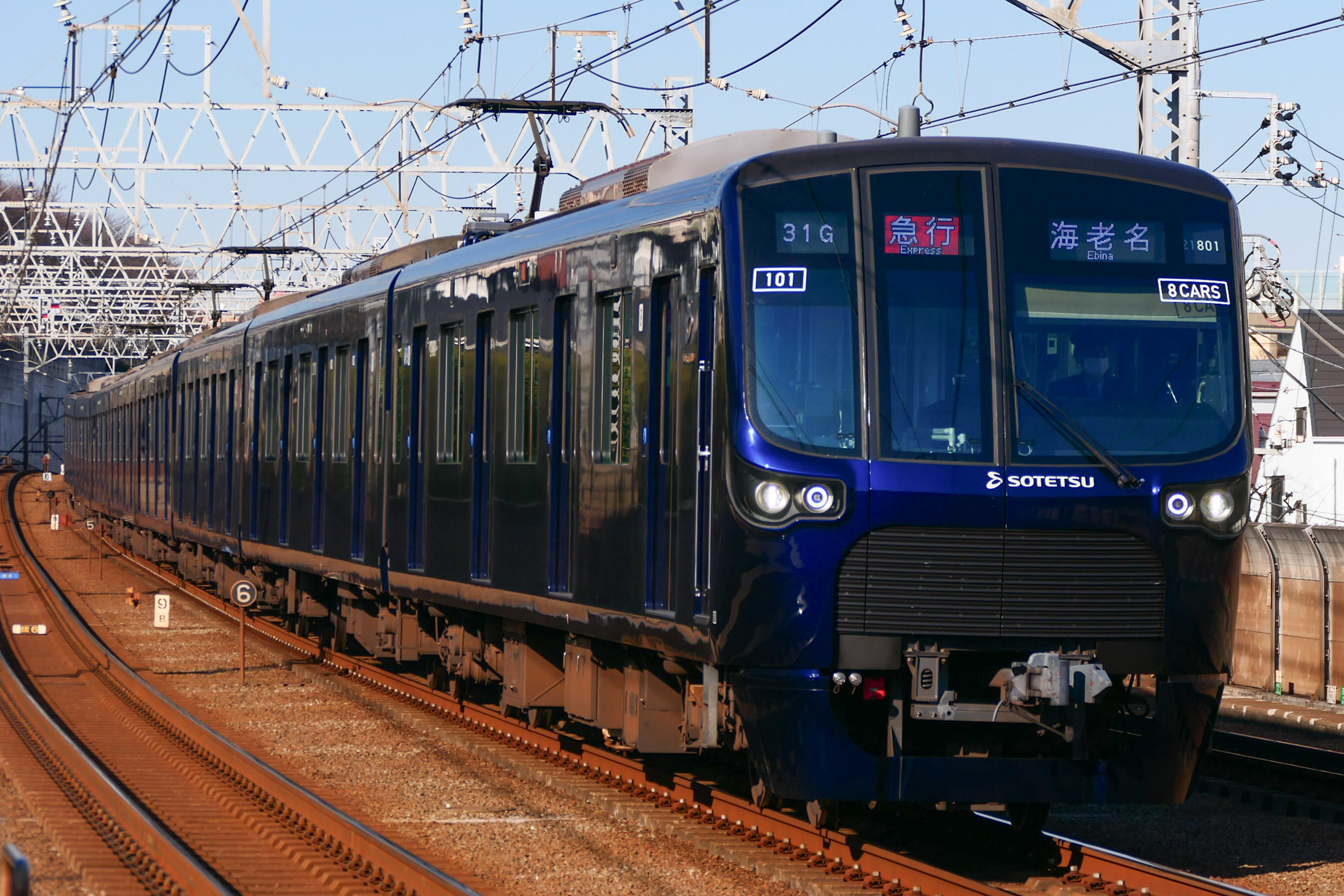
21000系
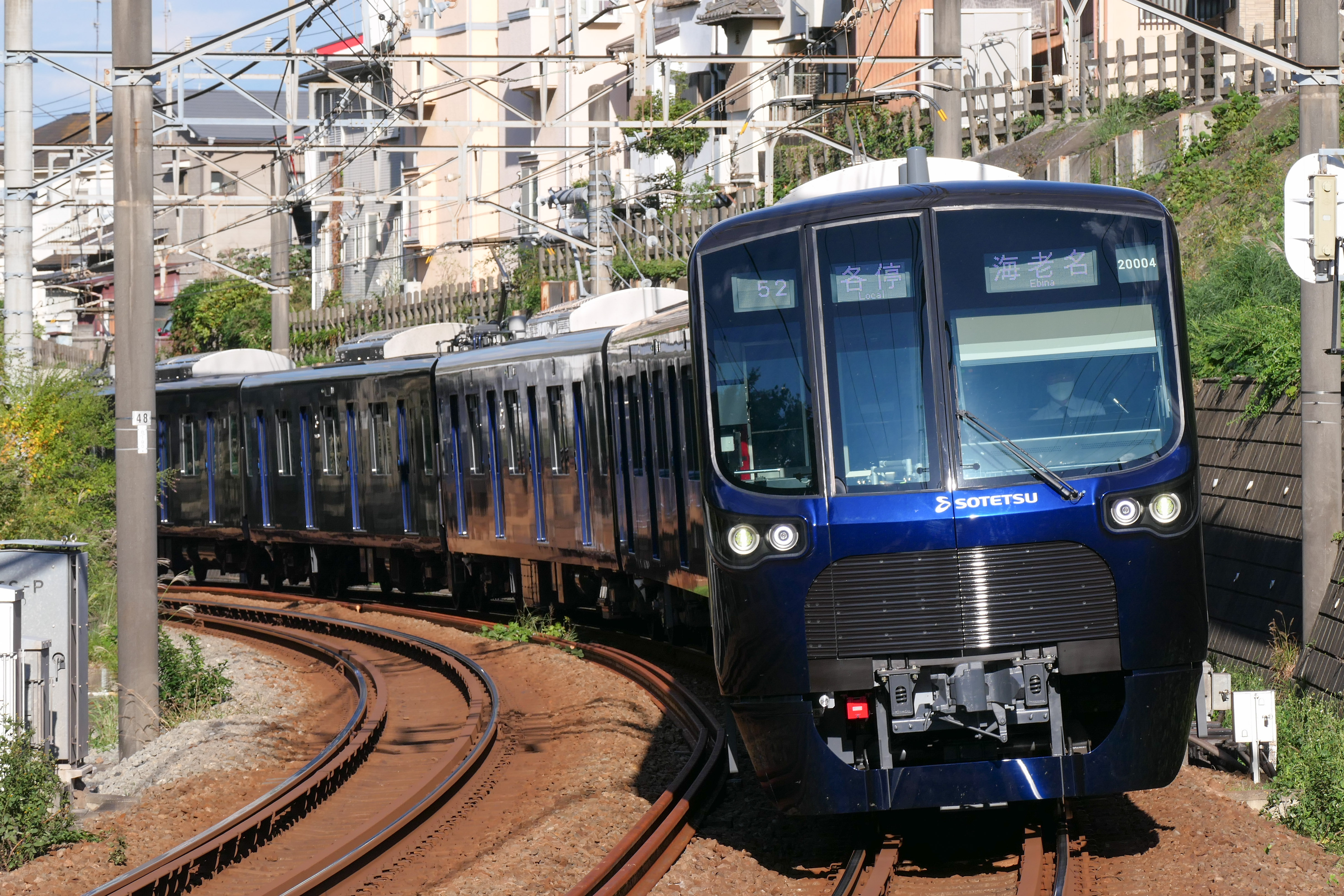
20000系
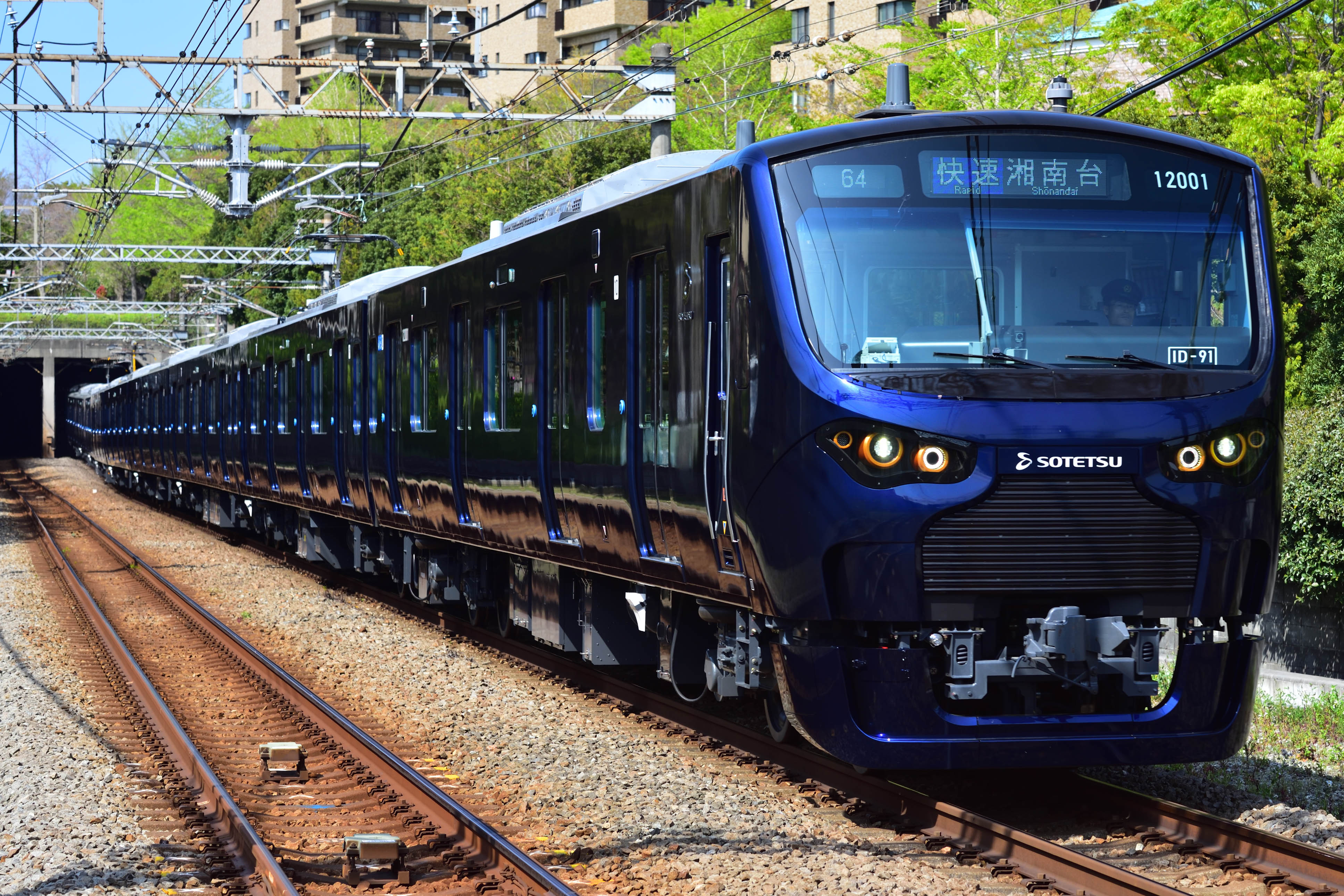
12000系
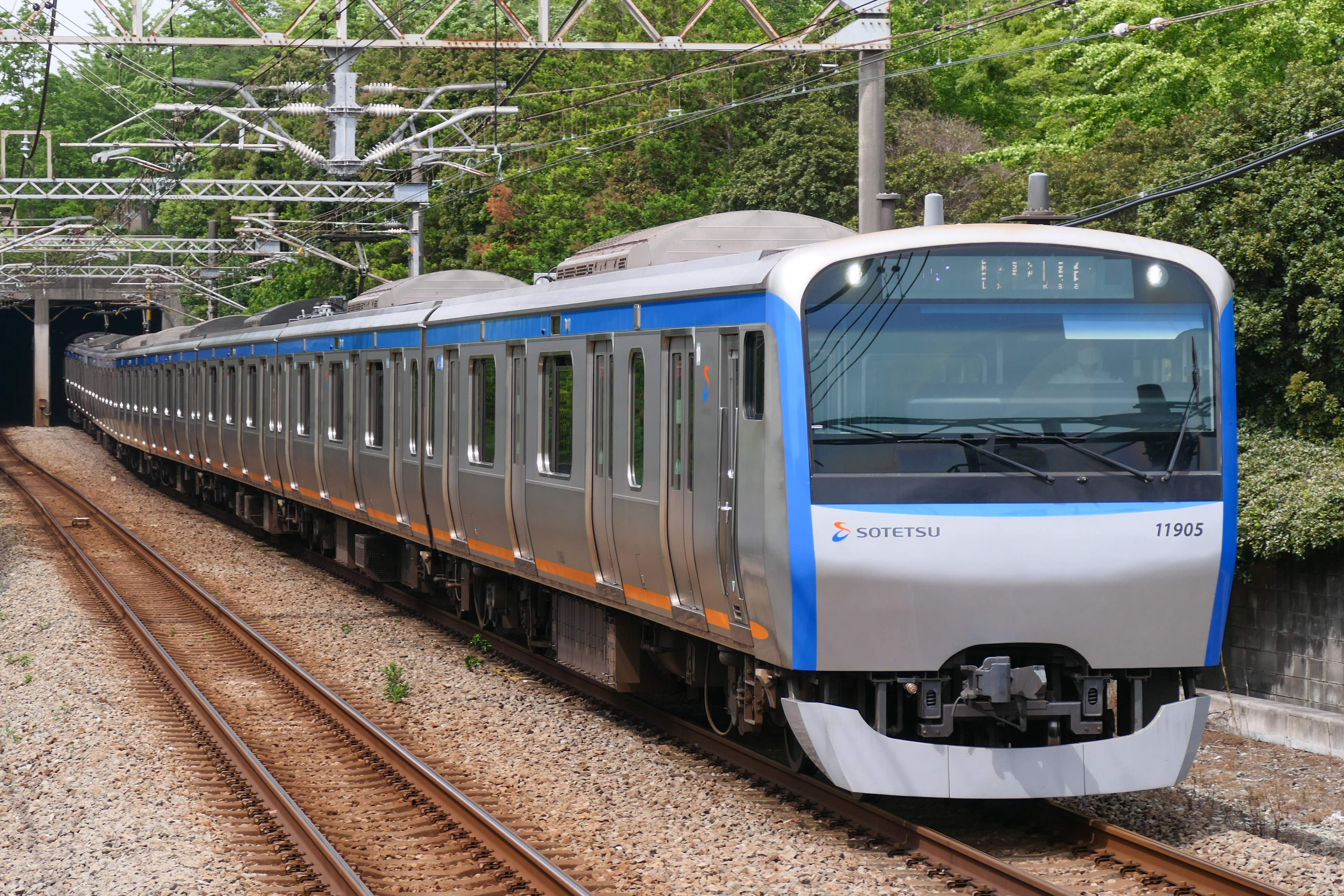
11000系
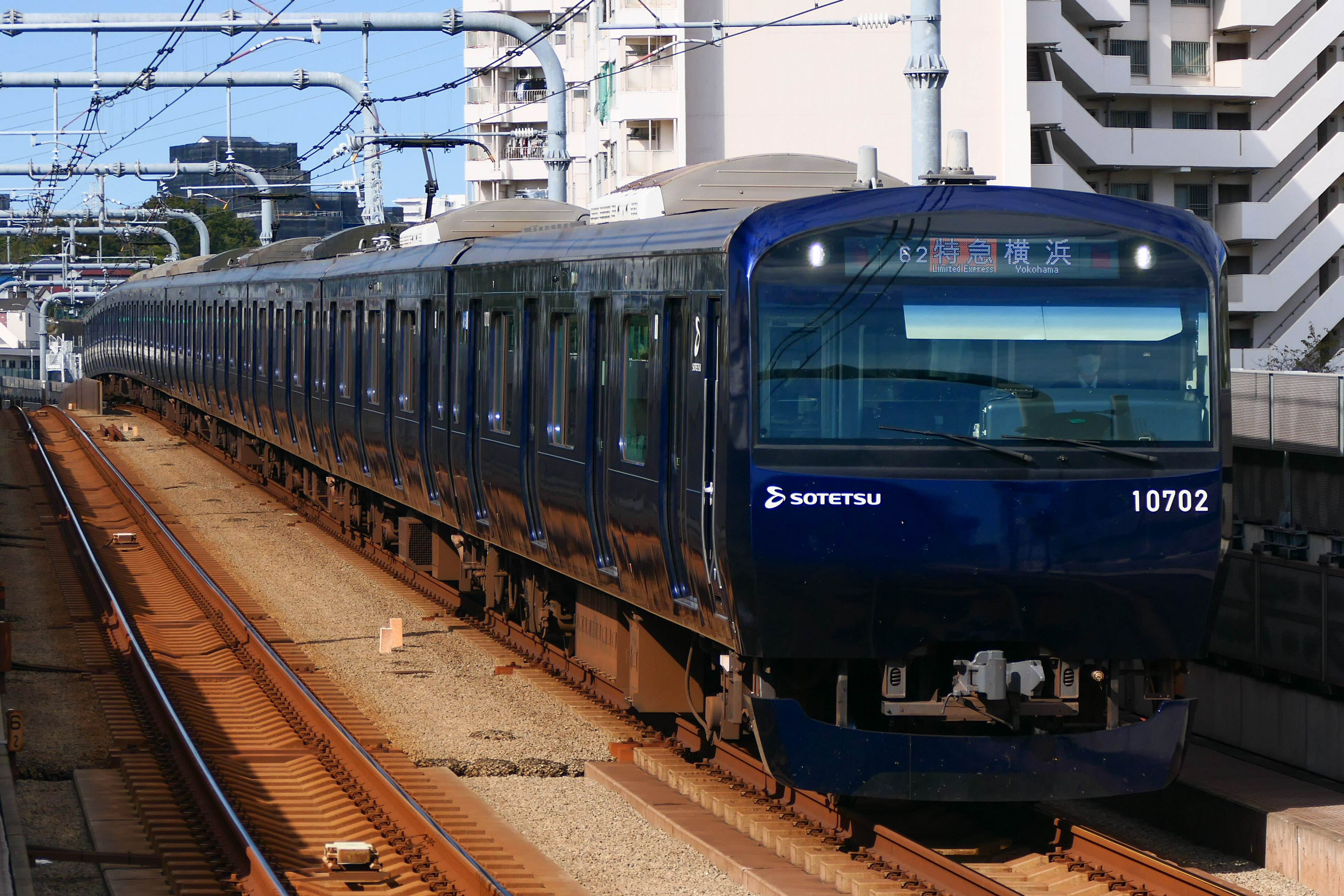
10000系
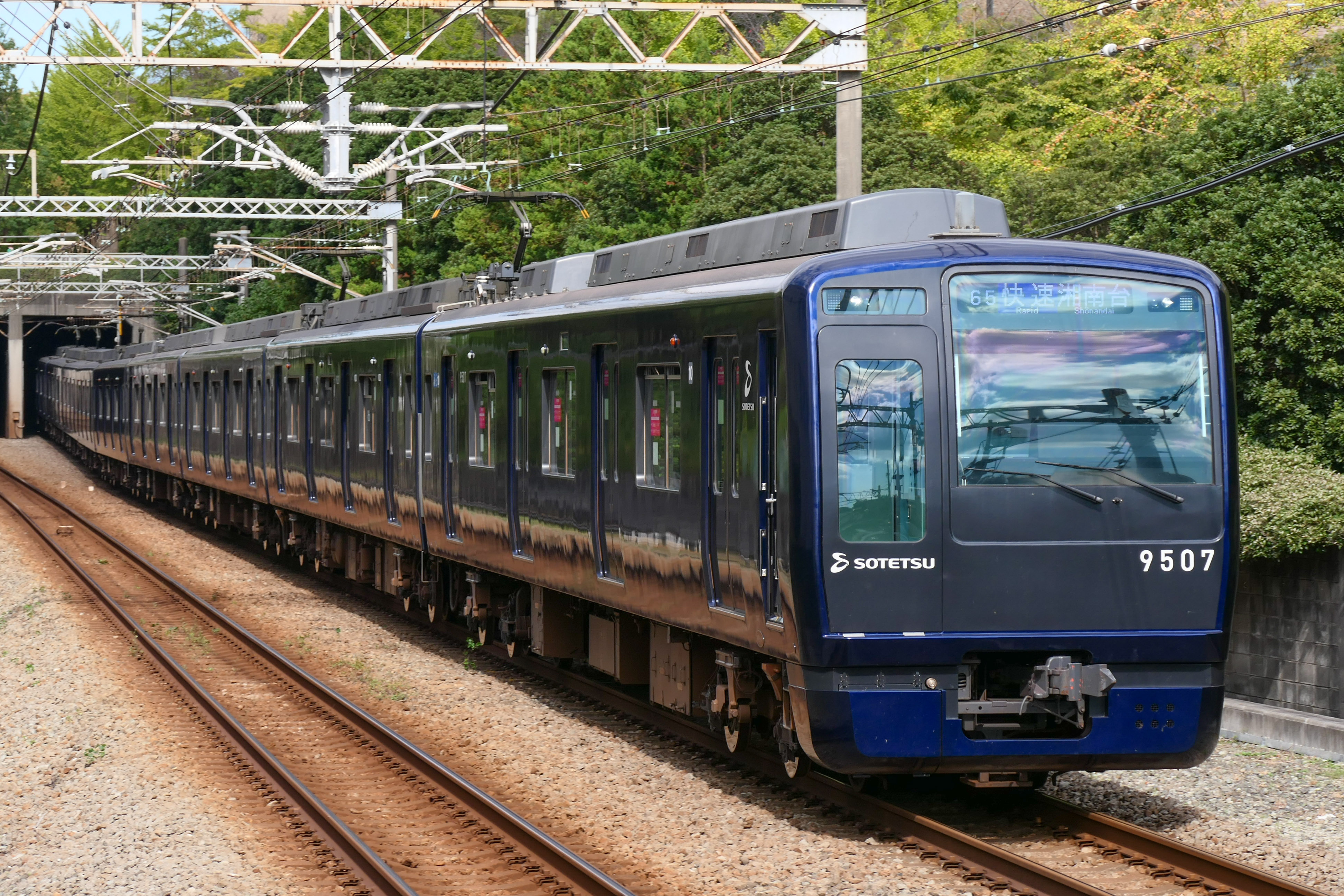
9000系
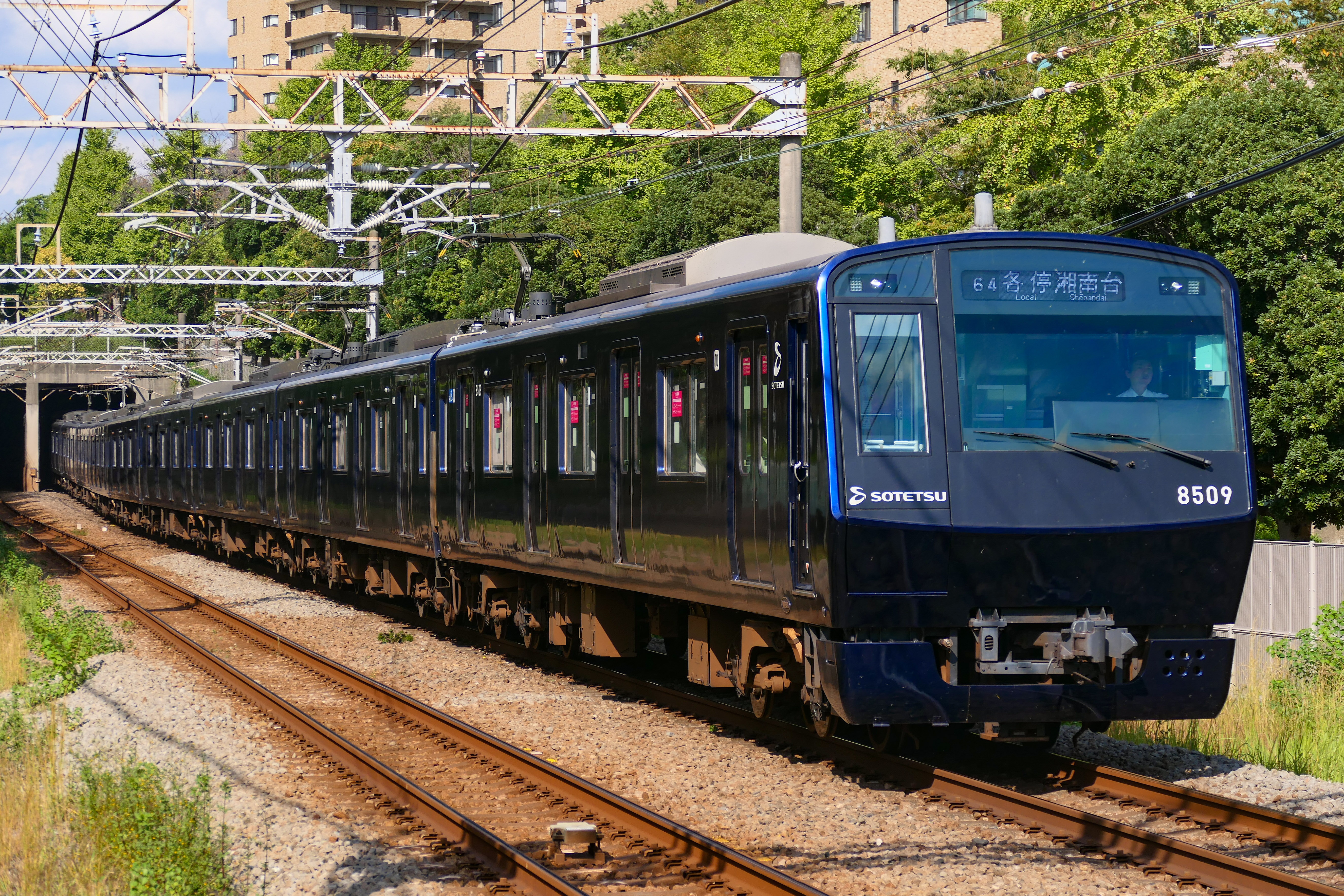
8000系

#### 事業用車両
- モヤ700系 - 7000系から改造された検測・救援用電車。

このほかに車籍は有しないものの、各種保線用のモーターカーがある。

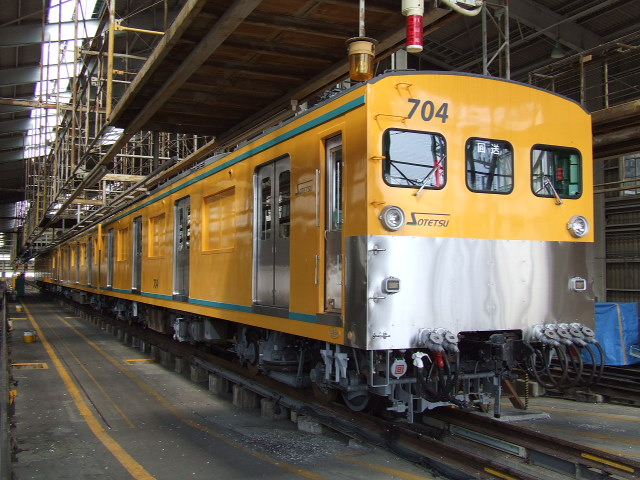
モヤ700系

### 導入予定車両

#### 一般型車両
- 13000系 - 2027年国際園芸博覧会の輸送対応を目的として製造され、第1陣は2025年度に運行開始する予定である。従来の「安全×安心×エレガント」に加え「未来」というコンセプトを付加したデザインになっている。塗装は“YOKOHAMA NAVYBLUE”を踏襲。同年2月7日に前照灯の形状が公開された[93]。同年4月25日に2026年春に導入することが発表された[94]。

### 廃系列
＊印は保存車、または譲渡車が現存する車両を示す。
- 相模鉄道の蒸気機関車＊
- 相模鉄道の気動車＊
- 相模鉄道の客車＊

#### 一般型車両（電車）
- 新7000系[95]
- 7000系[96]
- 新6000系
- 旧6000系＊
- 5000系
- 3000系
- 2100系＊（カットボディのみ保存）
- 2000系モハ2000形 ＊（一部をモニ2000形や2100系に改造。伊豆箱根鉄道への譲渡車も現存）
- 1000系

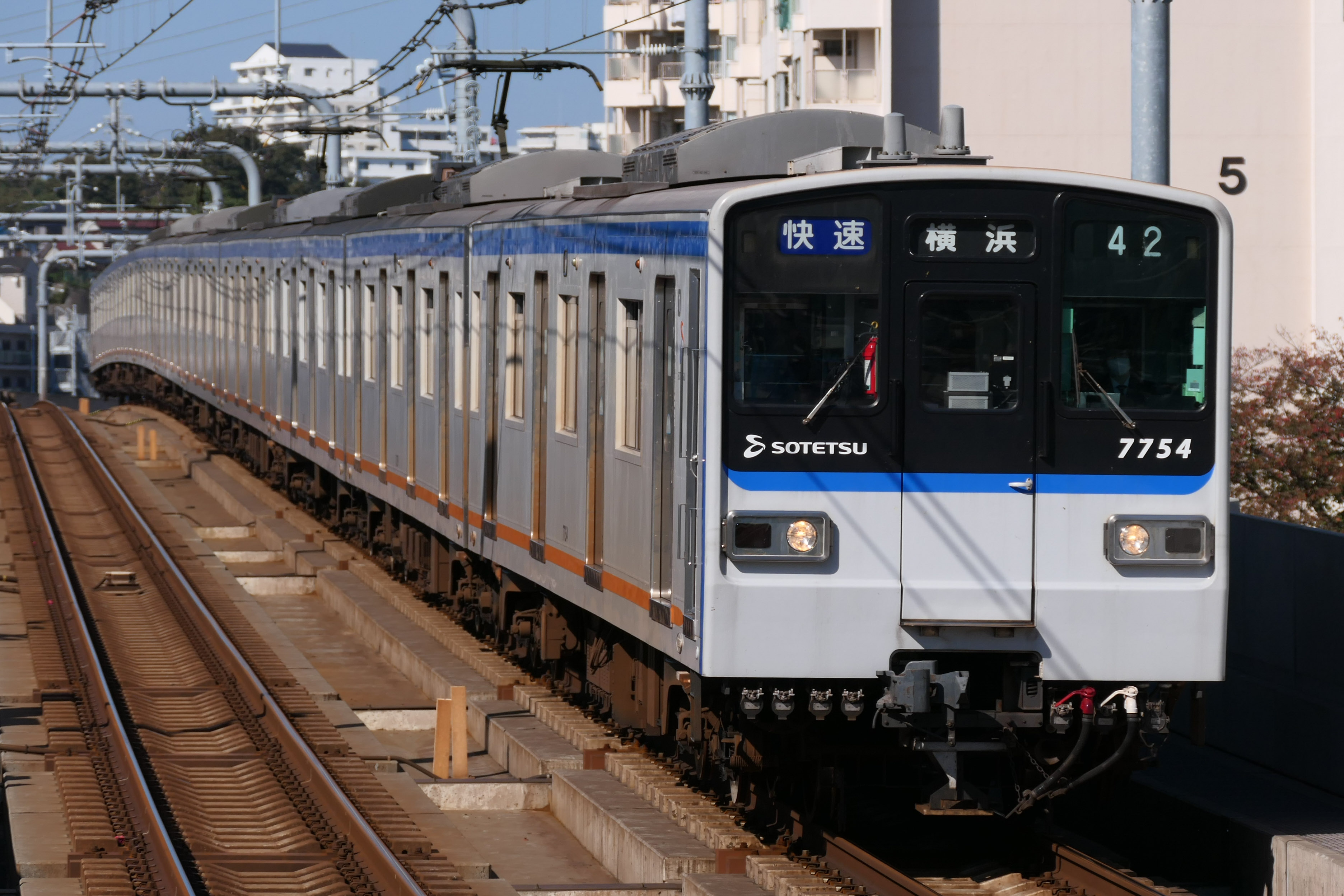
新7000系
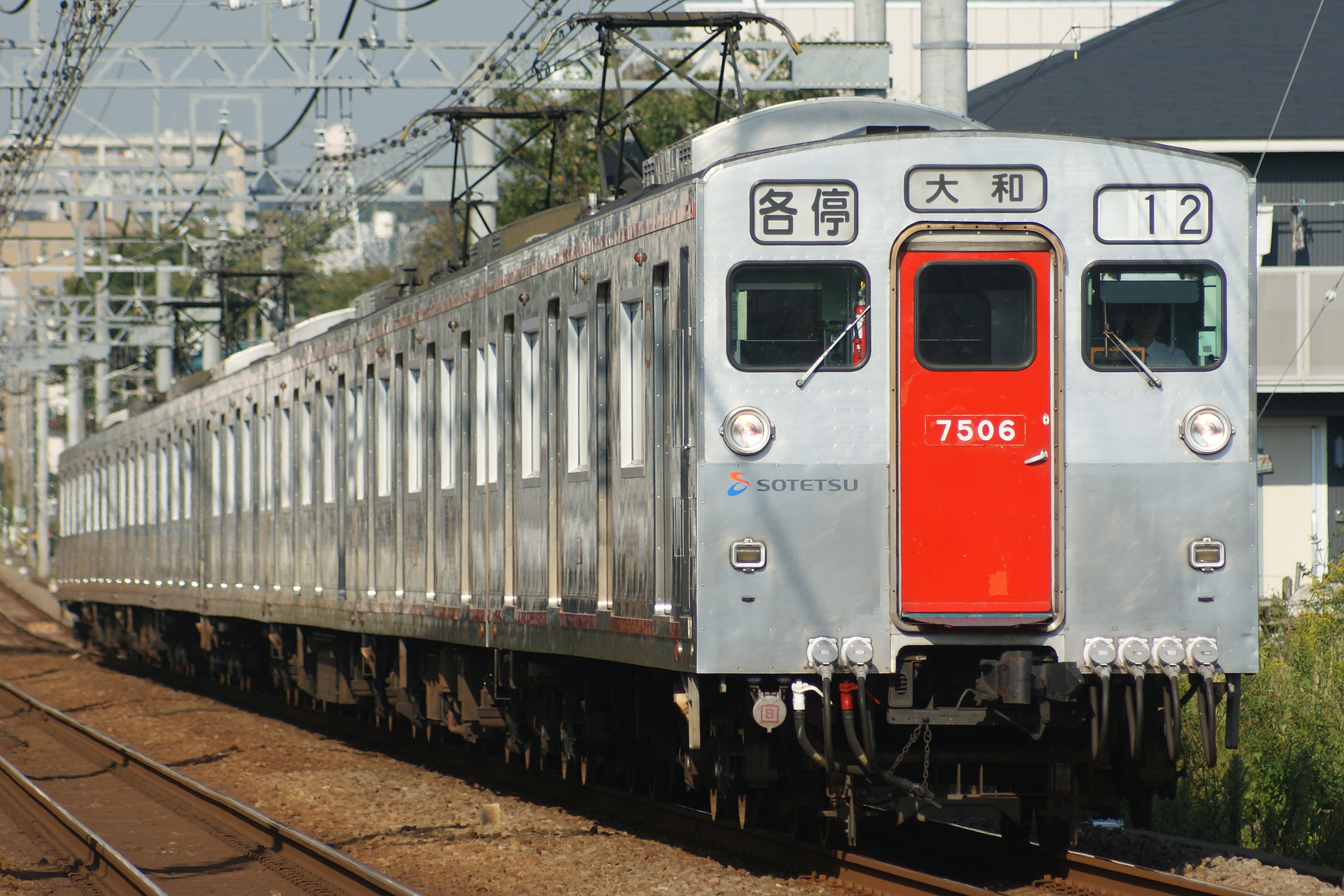
7000系

#### 事業用車・貨車
- 2000系モニ2000形＊ - 事業用電車（元は旅客車両で荷物電車を経て事業用に改造）
- ED10形＊ - 電気機関車。
- トフ400形＊ - 貨車。
- トム260形 - 貨車。
- トム600形 - 同上。
- ホキ800形 - 同上。

### 車両基地・工場
車両工場を1つ持ち、いくつかの駅に隣接して車両基地（留置線）がある。
- かしわ台車両センター - かしわ台駅に隣接する相鉄の全車両の検査や改造を扱う工場、および相鉄最大の車両基地。静態保存車も存在する。
- 西横浜駅 - 列車留置の機能のみ。星川駅の高架化工事開始時に移転してきたが、その後同駅での留置線が復活した際にも存続した（東急との直通運転開始による所有車両数増加による）。
- 星川駅 - 同上（高架化工事時に機能を西横浜駅に移転し一時撤去したが、高架化工事完成時に復活）。
- 相模大塚駅 - 同上。
- 厚木駅（厚木操車場） - 同上。相鉄公式には厚木貨物駅と称される。

他に二俣川駅、瀬谷駅、大和駅、いずみ野駅、湘南台駅では車両の夜間滞泊が行われる。

### 乗務員区
- かしわ台電車区
- かしわ台車掌区

「旅客専務車掌」（JRでいう乗客専務車掌、車内での乗客サービスのみを行う）による車内巡回が行われており（主に本線急行列車）、乗り越し精算、他社線連絡乗車券の発売などを行っていたが、2014年3月31日をもって車内精算業務を終了した。以前は6000系の柄のものなど車掌区オリジナルのパスネットも発売していた。
相鉄ではワンマン運転が実施されていないため、全ての列車で運転士のほかに必ず車掌が乗務する。また、相鉄では自動放送装置の導入が遅れていたため、次停車駅、乗り換え路線等の放送もすべて車掌の肉声で案内していたが、2010年代を境に新型車両の導入や旧型車両の淘汰・リニューアルにより、大半の車両に自動放送装置が搭載されるようになったため、車掌による放送は自動放送の補足案内（列車の接続・待避、お知らせなど）が主となることが多くなっている。

## 乗車券

### 運賃
大人普通旅客運賃（小児半額・ICカードの場合は1円未満切り捨て、切符購入の場合は10円未満切り上げ）。鉄道駅バリアフリー料金制度による料金10円の加算を含む。2023年3月18日改定。
| キロ程    | 運賃（円） | 運賃（円） |
| キロ程    | ICカード   | 切符購入   |
| --------- | ---------- | ---------- |
| 初乗り3km | 157        | 160        |
| 4 - 7     | 188        | 190        |
| 8 - 11    | 209        | 210        |
| 12 - 15   | 241        | 250        |
| 16 - 19   | 272        | 280        |
| 20 - 23   | 293        | 300        |
| 24 - 26   | 324        | 330        |

以下の区間に跨って乗車する場合は、乗車区間・キロ数に応じた加算運賃が必要となる。
| 乗車キロ数            | 6kmまで | 7 - 9 km |
| 二俣川 - いずみ中央   | 20円    | 40円     |
| いずみ中央 - 湘南台   | 30円    | 30円     |
| 西谷 - 羽沢横浜国大   | 30円    | 30円     |
| 羽沢横浜国大 - 新横浜 | 40円    | 40円     |

各区間を跨って乗車する場合はそれぞれの額の合計が加算額となる（例：いずみ野駅 - 湘南台駅間の場合はいずみ野駅 - いずみ中央駅間が2.2kmなので「二俣川駅 - いずみ中央駅6kmまでの加算額20円」 + 「いずみ中央駅 - 湘南台駅の加算額30円」 = 50円）。

### 定期乗車券
定期乗車券の種類は、通勤及び通学、大人及び小児で、期間は1か月・3か月・6か月のものが発売されている。

#### YOKOHAMAどっちも定期
相鉄新横浜線経由の通勤定期券（ICに限る）について、「西谷駅 - 新横浜駅」あるいは「西谷駅 - 羽沢横浜国大駅 - 【JR線】」を区間に含む場合、追加運賃なしで本線を経由し横浜駅で乗降できるサービスを実施している（途中駅での乗降は別途運賃が必要）。京王電鉄の「どっちーも」のような上乗せ額は不要で、前記区間が含まれている定期券のみで追加手続きの必要なく適用対象となる。名称について、先に同様のサービスを実施している阪神電気鉄道の「OSAKAどっちも定期」に倣い「YOKOHAMAどっちも定期」とし、発表日には相鉄と阪神それぞれのTwitterで告知が行われた。

### 1日乗車券
相鉄全線（路線バスを除く）が乗り降り自由な「相鉄・鉄道全線1日乗車券」を発売している。発売額は大人880円・小児220円（2023年現在）。発売期間は初めて発売された2005年と翌2006年が8月1日 - 11月30日であったが、2007年以降は7月下旬からに拡大され、2013年からは8月までに縮小されている。2013年には夏に加えてゴールデンウィークにも、2015年以降は3月中旬から4月中旬にも、2016年以降は12月中旬 - 翌年1月にも発売され、2020年3月14日より通年での発売となった。

### フリーパス
相鉄は、上記の経緯により小田急電鉄との関係が深く、小田急線で発売している各種フリーパスも発売している。特典には相鉄線乗車駅から小田急線乗り換え駅（大和駅または海老名駅）までの往復割引乗車券が追加されている（湘南台駅乗り換えは発売していないため、いずみ中央駅などいずみ野線内で江の島・鎌倉フリーパスを購入しても大和駅経由になる）。そのため、パンフレットも小田急と同じものが使われている。
- 箱根フリーパス・箱根ウィークデーパス
- 丹沢・大山フリーパス
- 江の島・鎌倉フリーパス

また横浜都心部の観光用に以下のチケット（フリーパス）を発売している。
- 相鉄 MMチケット
相鉄線の各駅から横浜駅までの往復乗車券とみなとみらい線内の乗り降り自由、その他特典がついたチケットを横浜駅以外で発売している。

かつては他に相鉄発みなとぶらりチケットが発売されていたが、2024年3月31日に発売中止となっている。

### 特別乗車券
ゆめきぼ切符
自社路線に存在する希望ヶ丘駅とゆめが丘駅の間の乗車券で、駅名にかけて「夢と希望を結ぶ」として縁起物として売り出しているものである。以前は往復乗車券の様式で発売していたが、現在は「希望ヶ丘駅→ゆめが丘駅」と「ゆめが丘駅→希望ヶ丘駅」の2種類で発売されている。年中販売しているが、特に受験シーズンは人気のため「ゆめきぼ切符キャンペーン」として12月から3月（2014年度は12月25日 - 翌年3月31日）までの購入者には特製の絵馬がプレゼントされる。これに合わせて両駅には絵馬掛けが設置され、掛けられた絵馬はシーズンオフになると寒川神社に奉納した上で「お焚き上げ」される。なお2013年度には「ゆめきぼ切符ミニタオル」もプレゼントされたほか、2014年度には「そうにゃんピンズ」もプレゼントされたが好評で完売したため代わりに「ゆめきぼ切符クリアファイル」をプレゼントした。
横浜瀬谷八福神めぐり往復割引乗車券
沿線にある瀬谷八福神めぐりのため、12月から1月ごろ（2014年度は12月25日 - 翌年1月31日）まで相鉄線内から瀬谷駅までの2日間有効の往復割引乗車券が瀬谷駅以外の各駅で発売される。
特製入場券
特に告知していないが、相鉄線各駅では硬券入場券を販売している。昔の駅舎写真を印刷したポストカードがもらえることがある。なお、創立90周年を記念して入場券セットを発売したことがある。

## 駅の設備・サイン表示関連

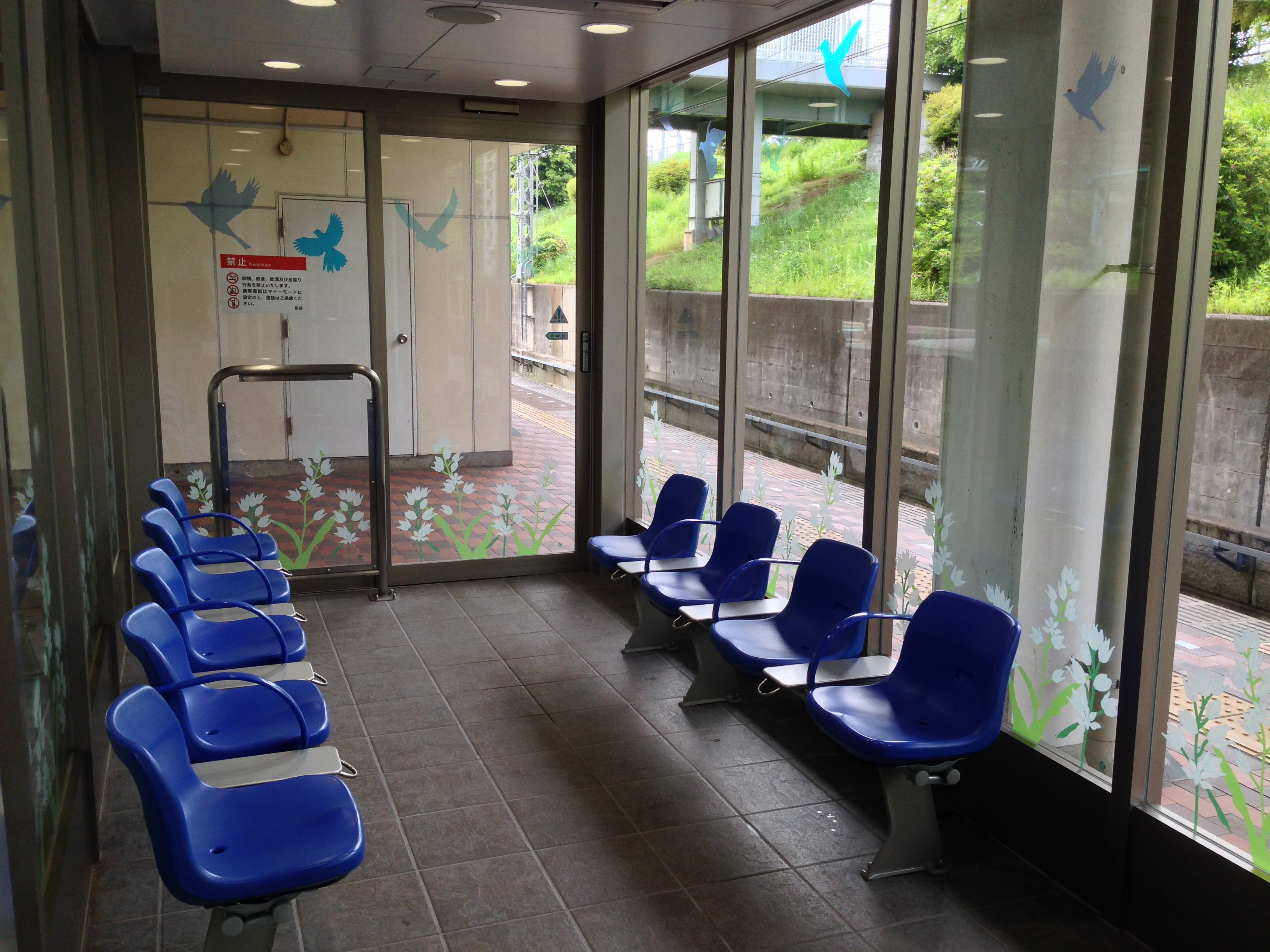
駅ホームに設置されている待合室（いずみ野駅）

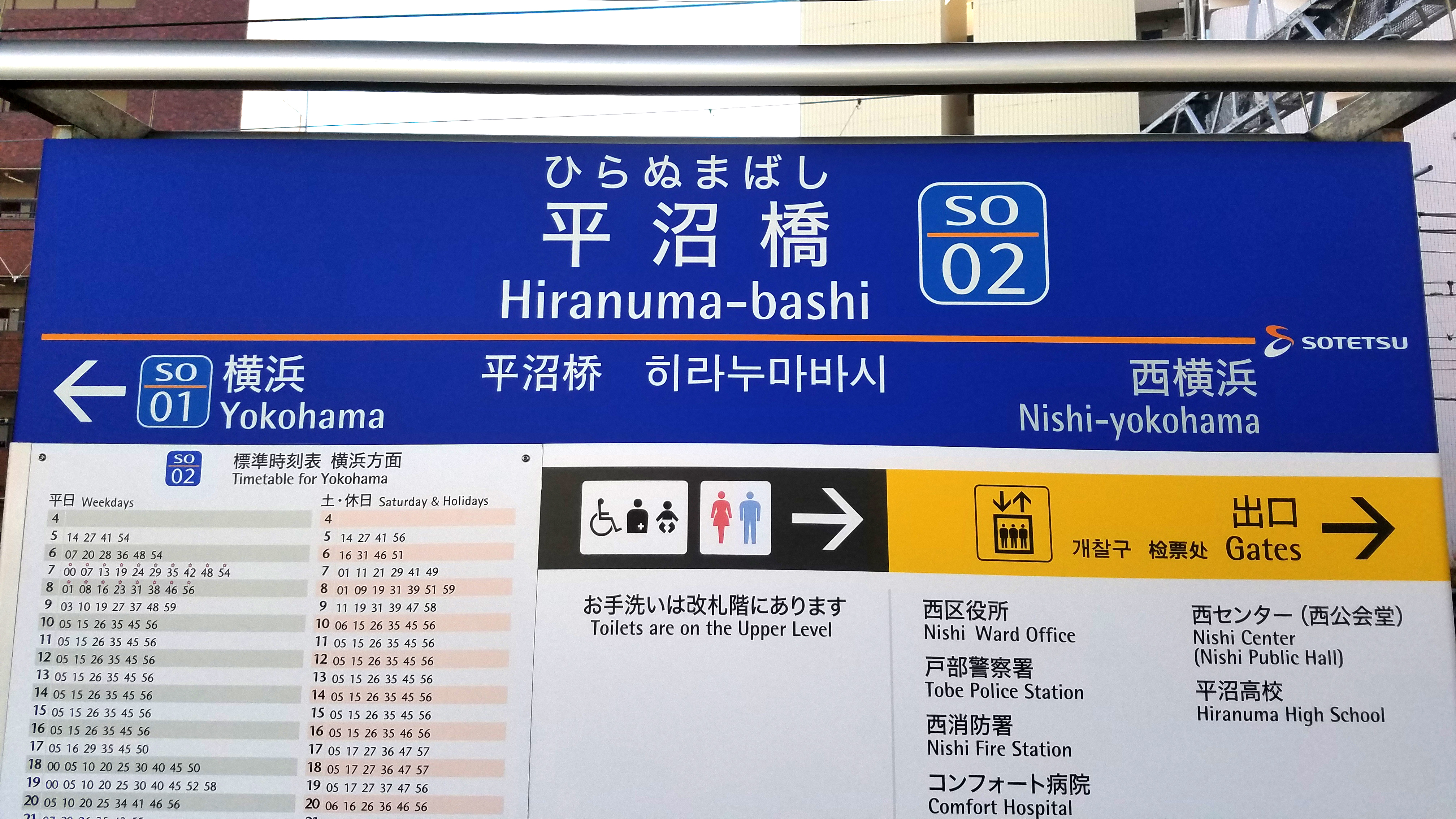
駅ナンバリングが導入された平沼橋駅の駅名標
（駅名標デザイン一部修正後。ひらがな表記が追加）

### 待合室の設置
一部駅には冷暖房（空調）完備の待合室が設置されており、今後はその他の駅にも設置していくことが検討されている。なお、待合室内の椅子の色は当初は横浜方面（上り）がブルー、反対方面（下り）がオレンジとなっていたが、デザインブランドアッププロジェクト始動後はオリジナルデザインのベンチが設置されている。

### バリアフリー・安全対策
近年のバリアフリー化に伴い、エスカレーターとエレベーターの設置を順次進めている。また駅ホームの点字ブロックでは、転落防止対策を施した「内方線付き点状ブロック」への交換が順次行われている。

### 駅ナンバリング
駅ナンバリングを2014年2月末より各駅に順次導入している。アルファベット2文字「SO」と各駅を表す2桁の数字（例：横浜駅は「01」）で構成されており、数字部分は本線の駅が00 - 10番台、いずみ野線の駅（二俣川駅は本線の数字のみのため除く）が30番台に、相鉄新横浜線の駅（西谷駅は本線の数字のみのため除く）が50番台にそれぞれ振られている。

### 案内サイン
駅の案内サインや駅名標を2007年12月中旬に変更したさがみ野駅を皮切りに、バリアフリー・ユニバーサルデザインを取り入れ、LED照明を利用した省エネタイプのものに順次交換している。このサイン計画はかつての営団地下鉄やみなとみらい線等、多くの公共空間のサイン計画を主導した黎デザイン総合計画研究所が手がけている。新サイン計画では、一部に中国語や韓国語の表記も用いられている上、改札付近には近隣鉄道のネットワーク図も新たに設けられている。なお、駅名標については2019年の相鉄新横浜線開業までに一部修正され、漢字の上部にひらがな表記が追加された。

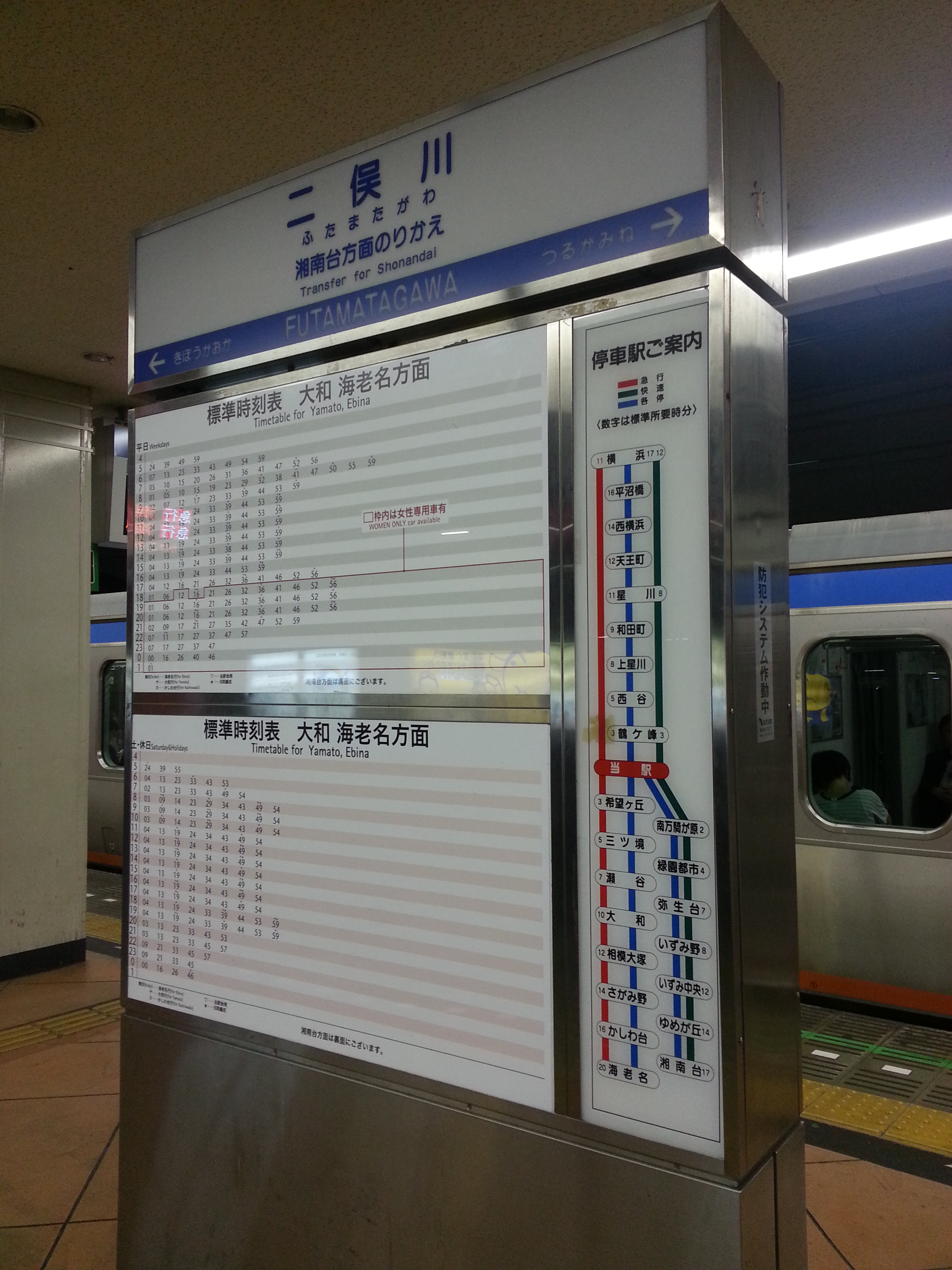
駅標の旧案内サイン （二俣川駅、2013年9月13日撮影）
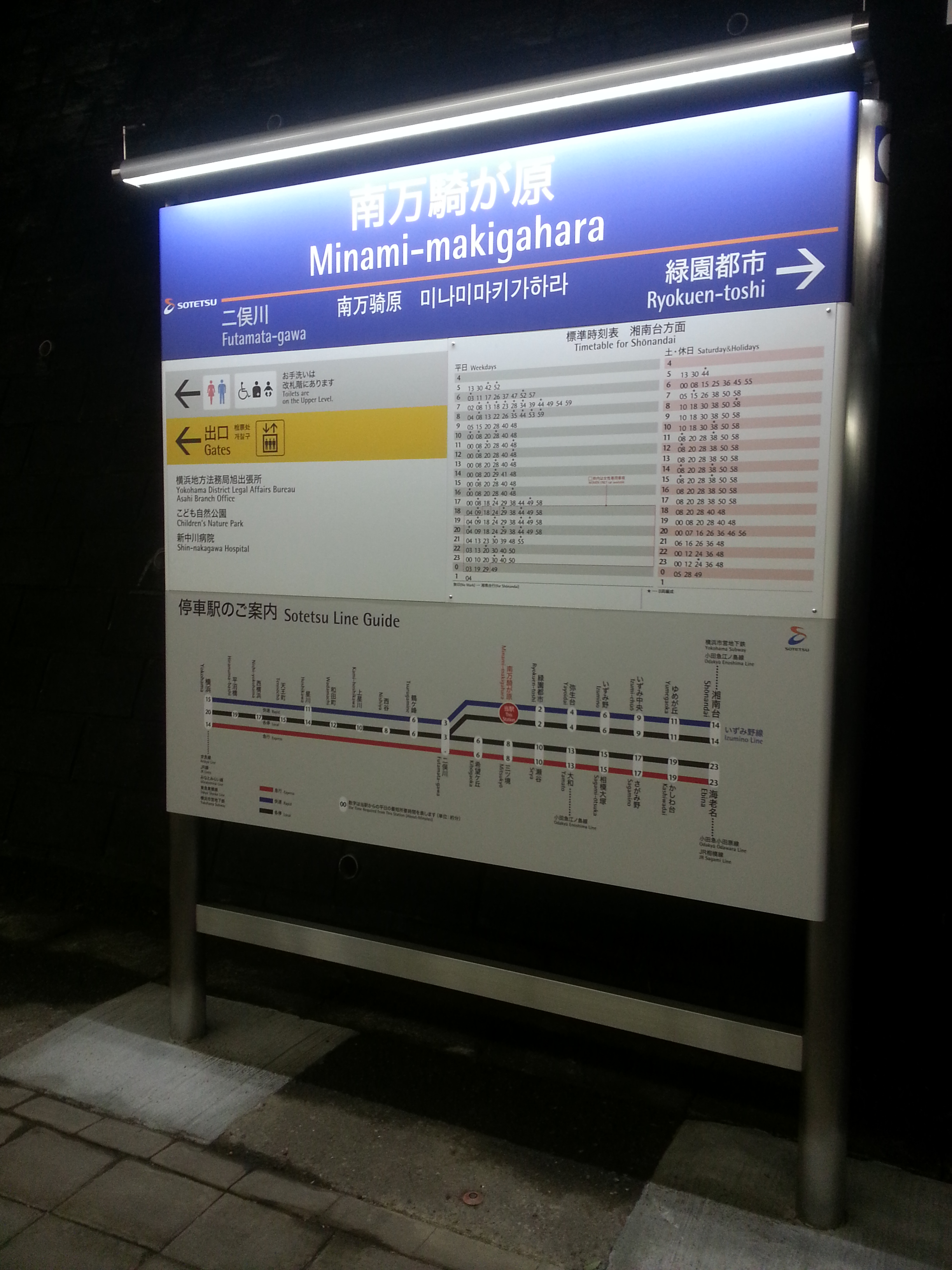
駅標の新案内サイン （南万騎が原駅、ひらがな表記のなかったデザイン一部修正前。2013年10月26日撮影）
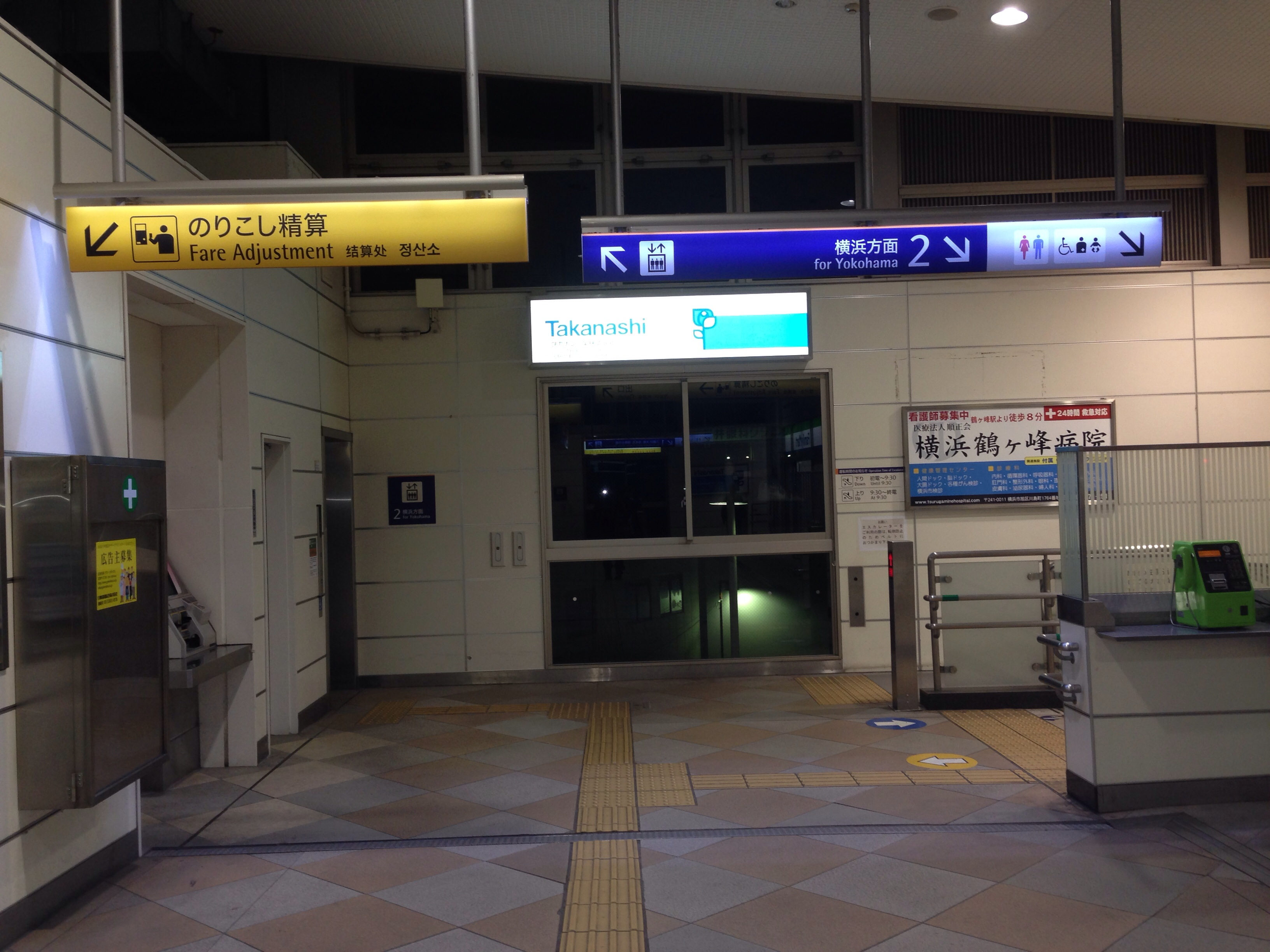
改札階の新案内サイン （鶴ヶ峰駅、2014年2月21日撮影）

### 通訳機の配備
話しかけると74言語間で意思疎通できる人工知能 (AI) 利用の通訳機を全25駅に配備した。

## 一日平均乗降人員上位15駅
公式サイト・関東交通広告協議会・横浜市統計書・藤沢市統計年報 より。
・は、右欄の乗降人員と比較して増()・減()を表す。
| 順位 | 駅名           | 路線名              | 所在地                   | 2020年度 | 2015年度 | 2010年度 | 2005年度 | 2000年度 | 特記事項                            |
| ---- | -------------- | ------------------- | ------------------------ | -------- | -------- | -------- | -------- | -------- | ----------------------------------- |
| 1    | 横浜駅         | ■本線               | 神奈川県横浜市西区       | 296,147  | 421,948  | 428,224  | 437,354  | 459,965  | 各社局線総合では世界第5位           |
| 2    | 大和駅         | ■本線               | 神奈川県大和市           | 87,713   | 112,126  | 109,762  | 104,302  |          |                                     |
| 3    | 海老名駅       | ■本線               | 神奈川県海老名市         | 84,879   | 118,279  | 113,687  | 117,323  | 119,519  |                                     |
| 4    | 二俣川駅       | ■本線 ■いずみ野線   | 神奈川県横浜市旭区       | 64,325   | 77,843   | 80,329   | 78,009   | 81,623   |                                     |
| 5    | 鶴ヶ峰駅       | ■本線               | 神奈川県横浜市旭区       | 45,320   | 57,367   | 56,455   | 53,946   | 56,637   | 他路線と接続しない単独駅として第1位 |
| 6    | 三ツ境駅       | ■本線               | 神奈川県横浜市瀬谷区     | 44,123   | 58,533   | 59,664   | 60,515   | 63,899   |                                     |
| 7    | 瀬谷駅         | ■本線               | 神奈川県横浜市瀬谷区     | 34,150   | 44,474   | 42,887   | 41,517   | 40,330   |                                     |
| 8    | さがみ野駅     | ■本線               | 神奈川県海老名市         | 28,825   | 37,876   | 36,926   | 36,503   |          |                                     |
| 9    | 希望ヶ丘駅     | ■本線               | 神奈川県横浜市旭区       | 26,699   | 34,916   | 34,735   | 33,302   | 34,114   |                                     |
| 10   | 星川駅         | ■本線               | 神奈川県横浜市保土ケ谷区 | 22,611   | 29,366   | 27,506   | 24,605   | 22,601   |                                     |
| 11   | 羽沢横浜国大駅 | ■相鉄新横浜線       | 神奈川県横浜市神奈川区   | 21,309   |          |          |          |          |                                     |
| 12   | 湘南台駅       | ■いずみ野線         | 神奈川県藤沢市           | 20,808   | 27,533   | 26,741   | 24,440   |          |                                     |
| 13   | 西谷駅         | ■本線 ■相鉄新横浜線 | 神奈川県横浜市保土ケ谷区 | 20,664   | 23,398   | 23,930   | 25,636   | 27,346   |                                     |
| 14   | 上星川駅       | ■本線               | 神奈川県横浜市保土ケ谷区 | 19,644   | 25,032   | 23,407   | 21,905   | 22,027   |                                     |
| 15   | 天王町駅       | ■本線               | 神奈川県横浜市保土ケ谷区 | 19,641   | 27,413   | 27,606   | 29,773   | 31,459   |                                     |

相模鉄道で最も乗降人員が多い駅は横浜駅であり、一日平均乗降人員は30万人弱である。次いで大和駅、海老名駅、二俣川駅の順に乗降人員が多く、これらの4駅はいずれも特急が停車する。鶴ヶ峰駅は特急通過駅であるが、他路線と接続しない単独駅で最も乗降人員が多い。上位10駅はいずれも本線の駅であり、県央地域から横浜駅への輸送を一手に担っている。
その一方でいずみ野線は全体的に乗降人員が少なく、二俣川駅と湘南台駅を除く全駅で一日平均乗降人員は2万人を割り込む。いずみ野線も2014年から特急が運転され、相鉄新横浜線が開業した2019年のダイヤ改正で特急の運行が休止されていたが、相鉄新横浜線を通る東急新横浜線直通の運行が開始された2023年3月18日のダイヤ改正より東急線直通列車に限りいずみ野線での特急の運行が再開された。本線にのみ同年まで設定されていた急行は横浜駅 - 二俣川駅間をノンストップで結んでいたのに対し、いずみ野線にも設定される快速は星川駅、西谷駅、鶴ヶ峰駅に停車し、遠近分離が図られていた。

## 今後の予定・計画・構想

### 連続立体交差事業
和田町駅東方から天王町駅（保土ケ谷区東部地域）まで約1.8kmの連続立体交差事業が着工され、2021年度に竣工した。完成後は星川駅が2面4線（高架化前と同じ）の高架駅に改築される。これに関連して星川駅構内にあった留置線と電車区、車掌区は西横浜駅へ移転した。しかし、一度移転された留置線も高架上に再び設置され、2022年3月12日のダイヤ改正より使用が開始された。
これ以外にも鶴ヶ峰駅周辺と瀬谷駅周辺の2か所において、横浜市は、連続立体交差を検討していた。その結果、鶴ヶ峰駅周辺にて、2016年度から連続立体交差事業を着手することが明らかになった。構造形式は、地下化を採用する方針で、2022年度に事業認可を取得し、2033年度に事業を完了する予定である。

### 小田急線との相互乗り入れ構想（海老名駅）
老朽化のため海老名駅において駅改良工事を行うこととなり（小田急は新築、相鉄は一部改良）、2006年4月16日には当時の厚木市長の呼び掛けにより厚木ロイヤルパークホテル（現：レンブラントホテル厚木）で両者関係者出席の下、相鉄線の駅から小田急小田原線本厚木駅への乗り入れに関するシンポジウムが開催された。相鉄側では、小田急線のみならず他社線との相互直通（乗り入れ）については利便性向上や沿線価値の向上、新たな輸送需要喚起になるため今後の研究課題としているが、前述の海老名駅における新築計画を見直す必要があることに加え、
1. 車両や運転保安設備などに互換性がない。
2. 小田急および他者とのダイヤ調整が必要である（過去に行っていた小田急線乗り入れは列車本数増加で廃止になった経緯もある）。
3. 海老名駅の構造など大規模な設備投資が必要。

などの課題もあり、相鉄の筆頭株主である小田急側は難色を示している。さらに前述の駅改良工事が相鉄側は2009年6月、小田急側は2010年8月にそれぞれ完了しており、当構想の実現は難しい状況にある。
厚木市からしても直通復活は悲願であり、独自に延伸の案も出しているが、こちらも費用が掛かりすぎるため困難な状態となっている。

### JR相模線との直通運転構想
歴史節で前述の通り、現在はJR東日本の線区である相模線は、元々は相模鉄道の路線であり、1921年に相模川の砂利を運ぶ目的で開業したが、1944年、日本の国策により、中央本線と東海道本線を結ぶバイパスとして必要とされたことから、当時の鉄道省（戦後の日本国有鉄道）によって国有化させられたという経緯がある。
その後、国鉄に移譲した相模線は赤字路線となっていたが、周辺の工場などがあることから、国鉄線として機能はそのまま維持されていた。1987年の国鉄民営化の際に、相模鉄道との再統合も一時検討されていたが、人事面の折り合いが付かず実現に至らなかった。
その後も、現在の相模線は、海老名駅 - 厚木駅間で相模鉄道厚木線（貨物線専用）との並走区間があり、相模線の厚木駅を相模鉄道の車両基地としても利用していることから、その並走区間を利用して、車両の違いなどから部分的に駅舎などの改修をする必要はあるものの、相鉄線との相互乗り入れを行い、規模の大きな駅に限って快速電車を停車させれば利便性が高まるとして、JR相模線との相互乗り入れ、ないしは相模線自体をJR東日本の線区として複線化の検討をするように市民が求めている。

### その他
- いずみ野線湘南台駅 - JR東海道本線平塚駅間の延伸計画もあり、事業免許を保有した状態となっているが、こちらは前述の相鉄新横浜線完成後に取り掛かるとされている。また、採算性の問題などから同区間内を大型の鉄道ではなくコストが比較的安価なLRTにより結ぶべきとの要望もある。2016年4月に公表された交通政策審議会答申第198号で、2030年頃までに整備すべき路線として相鉄いずみ野線の延伸（湘南台 - 倉見〈ツインシティ〉/約8km）も記載されている（「相鉄いずみ野線#平塚方面への延伸計画」も参照）。
- 本線の二俣川駅から横浜駅まで地下新線を建設し、複々線化する構想もあったが、乗客数の増加が止まり構想が流れたものの、いずみ野線と相鉄新横浜線の列車が入って輻輳している二俣川駅と西谷駅との間を地下化する構想がその後浮上し、これは2022年までに構想から計画に前進している。

## マスコットキャラクター

### そうにゃん
2014年より相模鉄道のマスコットキャラクターとして「そうにゃん」が起用されている。
各種イベントや広報等への登場のほか、特別ラッピング車両「そうにゃんトレイン」の運行も行われている。さらに相鉄線の車両では1車両に2本の割合でそうにゃん型のつり革が設置されている。通常のそうにゃん型のつり革はオレンジだが、「そうにゃんトレイン」のつり革は金色となっている。
また、ゆるキャラグランプリの「企業・その他」部門にも毎年エントリーしていた。
2018年5月には、初の絵本作品となる『そうにゃんとえきいんさん』（作絵：あんざいみわ）が発売された。絵本作品は子供たちを中心に好評で、累計販売数が同社の想定を超えた約7千部となったため、同年11月には続刊となる『そうにゃんとえきちょうさん』も発売された。また2020年4月には、3作目となる『なんじかにゃ？』が発売され、こちらは時計と鉄道の安全を支えるお仕事が学べる内容となっている。

### その他
かつては「ジャンピングエッグ」という相鉄グループのイメージキャラクターがおり、1990年代のテレビCMや広報誌などに使用されていた。

## 提携・乗り入れ
- 小田急電鉄（小田急小田原線） - 1941年11月25日から1943年4月1日と、1945年12月25日から1964年11月5日に、海老名駅から小田急小田原線相模厚木駅（現：本厚木駅）までの片乗り入れを実施[127]。これにより厚木駅 - 相模国分駅（現：相模国分信号所）の旅客営業が廃止され、現行の相模国分駅 - 海老名駅の新線が開業した[128]。
- 東日本旅客鉄道（JR東日本） - 相鉄・JR直通線・埼京線・川越線と相互乗り入れ。東急などと異なり、西谷駅 - 横浜駅間に乗り入れる運用は定期列車では基本的に設定がない。
- 東急電鉄（東急） - 東急新横浜線経由で目黒線と東横線に相互乗り入れ。西谷駅 - 横浜駅間の列車の一部にも東急車による運用が設定[129]。2024年（令和6年）3月16日改正より、東急車が回送列車のみながら、厚木線への入線を開始した[130]。
- 東京都交通局（都営地下鉄） - 東急新横浜線・目黒線を経由して、三田線の相鉄各線への乗り入れ[131]。相鉄からは21000系が乗り入れているが、当面は相鉄からの片乗り入れで対応し、都営地下鉄側は6500形が将来乗り入れに対応させる可能性を言及し、またその準備工事も実施されており、対応工事が決定し完了した時点で相互乗り入れに切り替える計画である（6300形3次車の直通対応工事計画もあったが、これは中止となった）。これに先立ち、都交通局では相鉄との乗り入れの準備として、「ダイヤ作成支援システム三田線 相鉄線乗入れ改修委託」を日立製作所と随意契約の上で見積をしている[132]。相鉄側では21000系第1編成が2021年10月より東急に貸し出されて各種試験を実施し、元住吉検車区や東急目黒線への入線試験を実施した後に、東京都交通局に又貸しの形で都営地下鉄三田線にも入線試験を実施した。三田線入線試験実施期間中は志村車両検修場に留置していた[133]。
- 東京地下鉄（東京メトロ） - 三田線と同様に、東急新横浜線・目黒線を経由しての南北線と東急新横浜線・東横線を経由しての副都心線の相鉄各線への乗り入れ。また、南北線も相鉄乗り入れを機に順次8両編成化することを決定し、相鉄側は南北線側に21000系が、副都心線側に20000系を乗り入れさせる一方、東京メトロ側は南北線側では9000系の一部編成（第9編成以降のみ）に直通対応させる計画もあったが、これも都営地下鉄6300形とともに中止したため、当面は相鉄からの片乗り入れとなる。副都心線側では相鉄20000系が和光市駅まで乗り入れてはいるが、東京メトロ車は使用をしていないため、やはり当面は片乗り入れである。なお、相鉄は東急に次いで2社目となる、東京メトロと都営地下鉄の両方に乗り入れる鉄道事業者となった。
- 埼玉高速鉄道（埼玉高速） - 東急新横浜線・東横線・目黒線・東京メトロ南北線を経由して埼玉スタジアム線の相鉄各線への乗り入れ。これにより、東京都心を越えての埼玉県内への乗り入れも本格的に開始することとなった。相鉄からは21000系が乗り入れる一方、埼玉高速鉄道所属車両である2000系は全編成が6両編成のため、相鉄には乗り入れない。このため、同社についても当面は相鉄からの片乗り入れで対応しているものの、別件（さいたま市岩槻区内への延長計画準備目的）で相鉄線直通対応を行う8両編成1本の新造計画がある。
- 東武鉄道（東武） - 東急新横浜線・東横線・副都心線を経由して東上線への変則的な乗り入れ。相鉄車が東武線に、東武車や東京メトロ車が相鉄線に入線することはできないため、唯一両線に入れる東急車が相鉄線と東武線を直通運行する。

## ロケーション撮影協力
メディアの撮影を日本で最初に開始した京成電鉄、ドラマの撮影が突出して多い京王電鉄などと同じく、相鉄はロケ撮影協力に積極的なことで知られており、以下の作品が相鉄の関連施設で撮影されている。近年のロケーション実績については「相鉄グループのロケーションガイド 受注実績」も参照。
なお、相鉄沿線が舞台の漫画・アニメ作品（未実写化作品）などは後節「関連するその他の作品」を参照。

### 映画
- 『ストロボ・エッジ』[134]
- 『脳内ポイズンベリー』[134]
- 『陽だまりの彼女』[134]
- 『今日、恋をはじめます』[134]

### テレビドラマ
- 『早春スケッチブック』 - 1983年に放送されたフジテレビ系列のテレビドラマ。希望ヶ丘駅周辺が作品の舞台となっており、撮影も行われた（相鉄本線項内の該当節も参照）。
- 『失恋ショコラティエ』[134]
- 『ビター・ブラッド』[134]
- 『夫のカノジョ』[134]
- 『潜入探偵トカゲ』[134]
- 『Woman』
- 『ドS刑事』
- 『逃げるは恥だが役に立つ』

### バラエティ番組
- 『ジャンクCUP 2010』 - 2010年12月28日にフジテレビで放送された『スーパーアスリートが夢の対決! ジャンクCUP 2010』の「トレインバランス」（アスリートが電車内でバランス感覚を競う）のコーナーのために、西谷駅から海老名駅まで貸し切りの特別列車が運行された。

### その他のテレビ番組
- 『百獣戦隊ガオレンジャー』 - スーパー戦隊シリーズ25作目で、相鉄の駅の数と同じことから2001年にタイアップしスタンプラリーが実施された。
- 『烈車戦隊トッキュウジャー』 - スーパー戦隊シリーズ38作目で、オープニングの映像でトッキュウ5号を紹介する部分にゆめが丘駅が使用されている。
- 『キッズ劇場Neo』 - テレビ神奈川で放送された子供番組。「そうてつしゃりょうずかん」のコーナーで、鉄道の童謡・唱歌に乗せて、相鉄の歴代車両が紹介された。

### CM
- 家庭教師のトライ
- 池田模範堂
- 日本コカ・コーラ[134]
- NTTドコモ[134]
- 味の素[134]
- イオン
- ソニー
- 日本経済新聞

### PV
- ソナーポケット[134]
- GReeeeN[134]
- 星野源
- 日向坂46（けやき坂46）
- あいみょん

## 関連するその他の作品
ロケーション撮影が行われた作品については、前節「ロケーション撮影協力」を参照。本節ではそれ以外の相鉄線に関連するものや場所等が登場する作品を挙げる。
- 『コータローまかりとおる!』 - 週刊少年マガジンにて1982年から1994年まで連載された蛭田達也の漫画作品。作者にゆかりのある地名「鶴ヶ峰」「阿久和」「希望が丘」等の名称が多く見られる。
- 『天才柳沢教授の生活』 - モーニングにて1988年より連載されている山下和美の漫画作品。主人公・柳沢教授の自宅最寄り駅は希望ヶ丘駅と設定されており、これは作者が当時近辺に住んでいたことによる。なお、フジテレビ系列でテレビドラマ化もされた際には舞台が変更されており、ロケも別の場所で行われている。
- 『がくえんゆーとぴあ まなびストレート!』 - 2007年にテレビ東京系列で放送されたテレビアニメ作品。相鉄をモデルとした車両や路線図が登場した。
- 『クオリディア・コード』 - 2016年に放送されたテレビアニメ作品。劇中に11000系をモデルとした車両が登場する。
- 『相鉄線で行こう』 - 株式会社アートディンクとのコラボレーション企画。アートディンク社初代「A列車で行こう」をベースにした「はじめてのA列車で行こう」を、相模鉄道とのコラボレーション企画化した、スマートフォン向け無料（通信費などは、お客さまのご負担）配信ゲームアプリ。線路の敷設や駅の建設を行って「1年以内に20000系列車をゴール駅まで無事に届けること」が目標。「二俣川駅 ⇒ 横浜駅」「横浜駅 ⇒ 湘南台駅」「海老名駅 ⇒ 横浜駅」の3マップが用意されている。http://www.atrain.jp/sotetsu/